# Domy tkaczy w Turku
Domy tkaczy – 43 budynki wpisane do rejestru zabytków, znajdujące się przy ul. Kaliskiej i Żeromskiego w Turku.

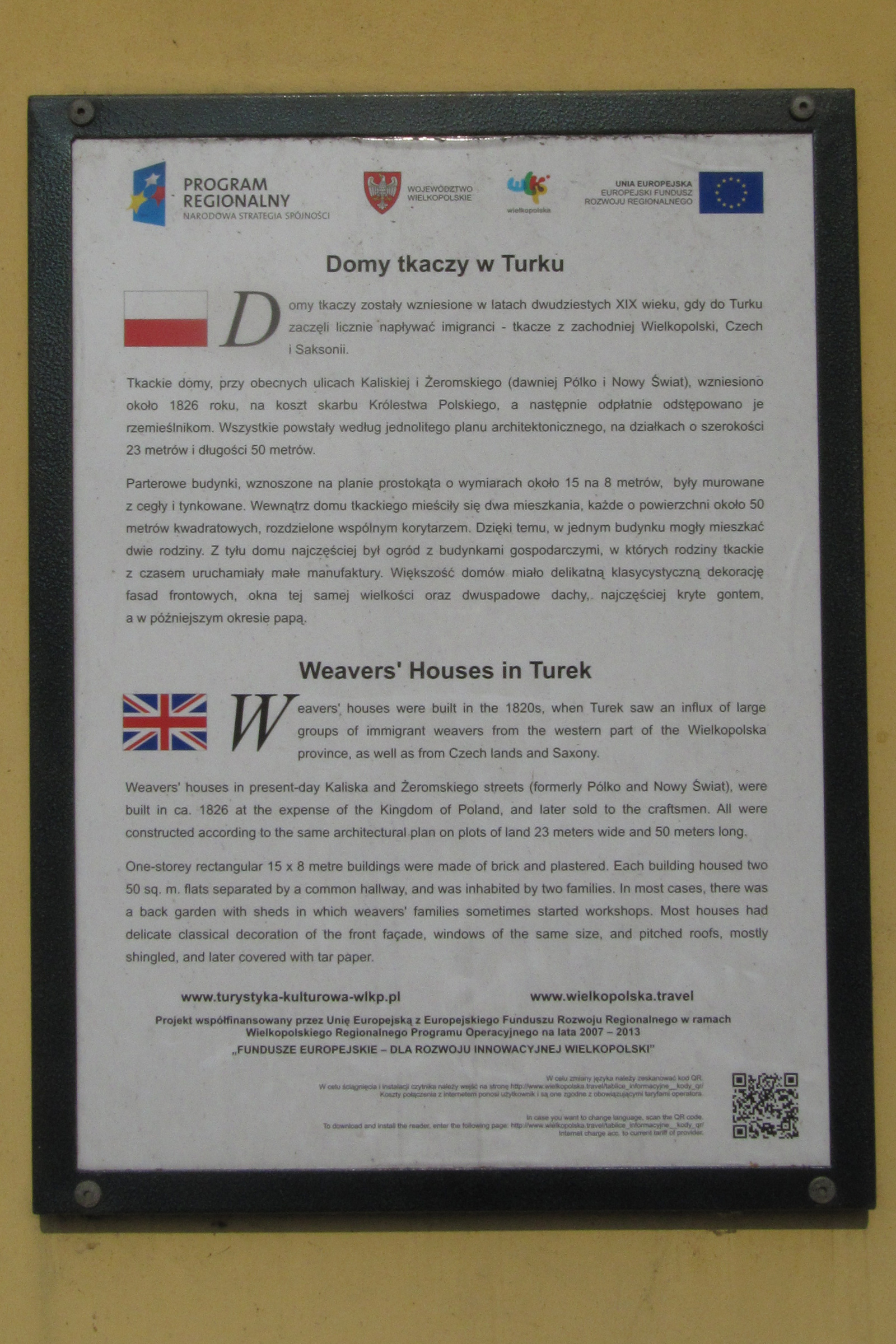
Turek, ul. Żeromskiego 12, Tablica

Władze Królestwa Polskiego, dążąc do rozwoju przemysłu i handlu oraz rozbudowy i modernizacji miast, postanowieniem namiestnika z 18 września 1820 roku zobowiązały urzędy wojewódzkie i municypalne do podejmowania działań regulacyjnych na podległych im terenach. W tym samym roku Kimicja Województwa Kaliskiego ogłosiła w Dzienniku Urzędowym przepisy określające dokładnie zakres czynności tyczących się rozwoju i przebudowy miast. Dzięki pomocy finansowej rządu najwcześniej rozpoczęto działania regulacyjne w Kaliszu, a następnie w Kole, Koninie i Turku.
Władze miejsce Turku podjęły opracowanie planu rozbudowy i modernizacji miasta. Wytyczono nowe tereny pod zabudowę zakładów przemysłowych oraz ulice, przy których miano wznosić budynki przeznaczone na mieszkania i warsztaty dla napływających kolonistów. Według planu miasta, sporządzonego w 1823 roku przez budowniczego obwodu kaliskiego Zillego, głównymi ulicami miasta były wówczas Dunaj (obecnie ulica Nowa), Kaliska, Kolska, Konińska (obecnie 3 Maja), Kościelna (obecnie część Dobrskiej), Nowy Świat (dziś część Kaliskiej), Przebiegła (obecnie nie istnieje), Tamka oraz droga wiodąca do Uniejowa.
Działania regulacyjne w Turku rozpoczęto w 1824 roku i prowadzono je przez szereg następnych lat. Na działkach budowlanych o szerokości 23 m i długości 50 m, wytyczonych na Nowym Świecie i tzw. Pólku, wznoszono z cegieł dwurodzinne parterowe budynki o wymiarach 15×8 m, pokryte dwuspadowymi dachami pod papą. W domach tych mieściły się po dwa obszerne mieszkania, które przedzielało wspólne wejście z długim korytarzem. Wszystkie budynki były usytuowane frontem do szerokiej ulicy, otynkowane na kolor przyjemny, a na zapleczu znajdowało się podwórze z budynkami gospodarczymi wraz z niewielkim ogrodem.

## Zabytkowe domy, 1825–1840

### Ulica Żeromskiego

#### Strona północna, od zachodu

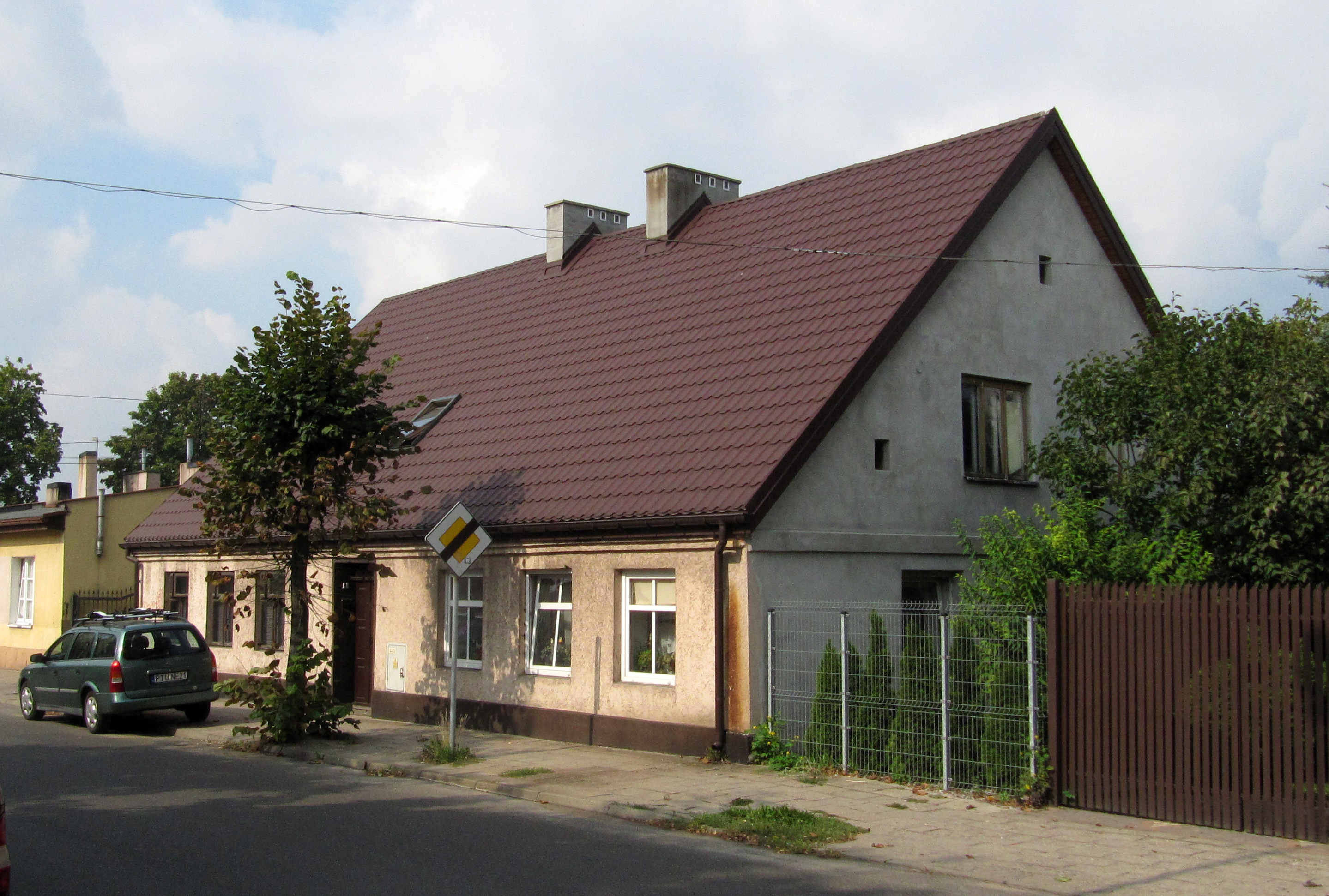
nr 46, nr rej.: 1150 z 19.05.1970
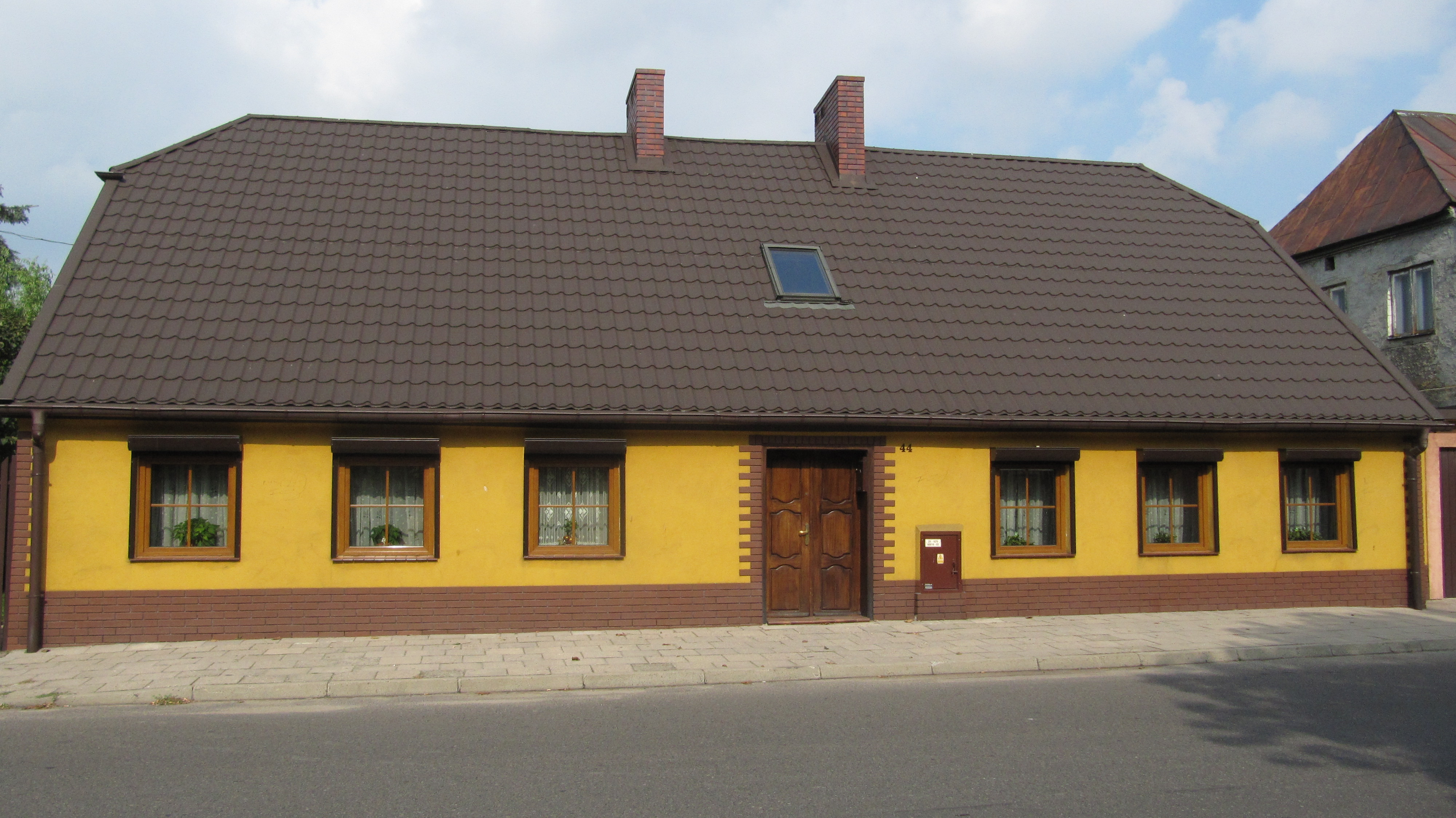
nr 44, nr rej.: 1149 z 19.05.1970
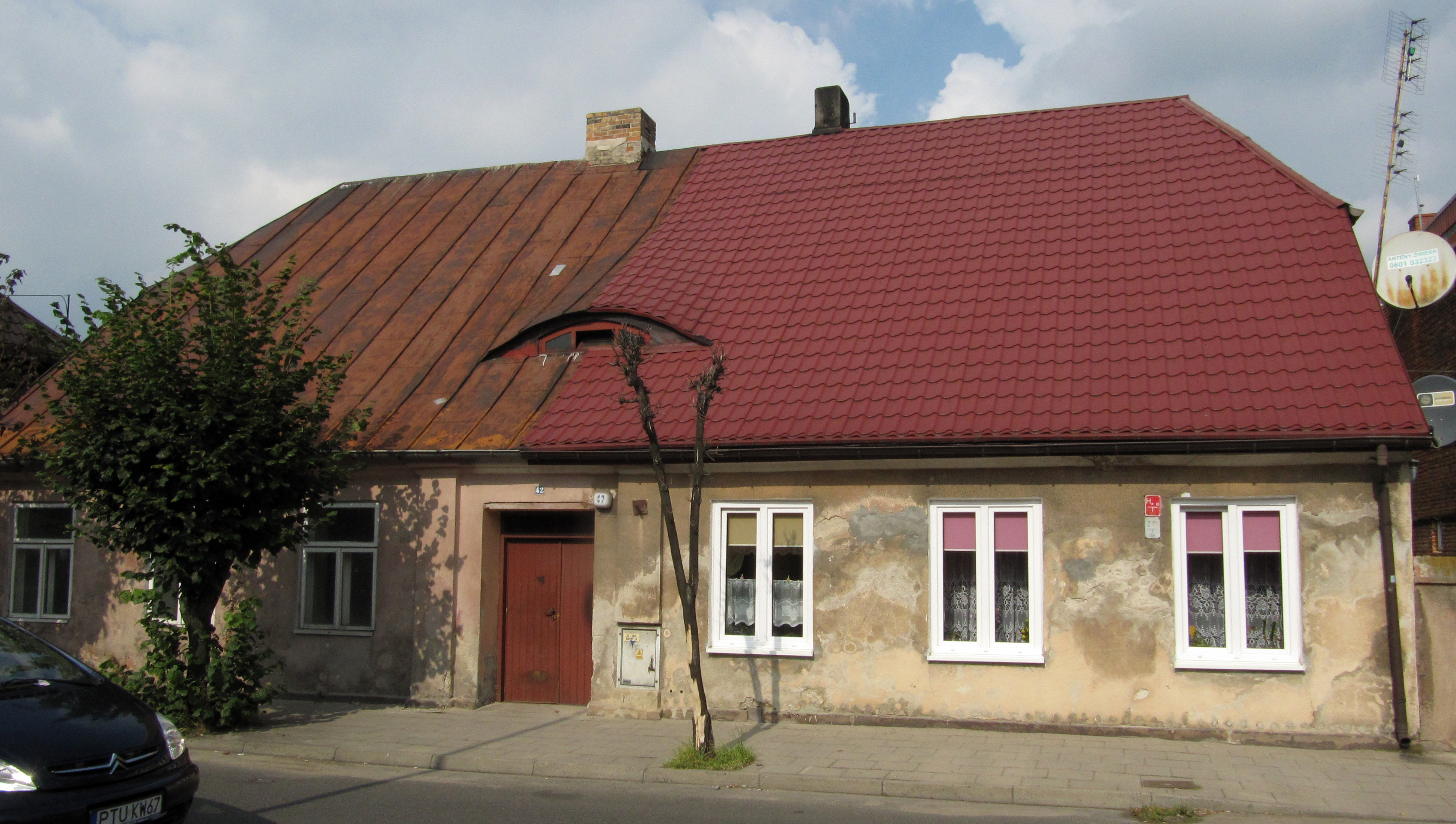
nr 42, nr rej.: 1148 z 19.05.1970
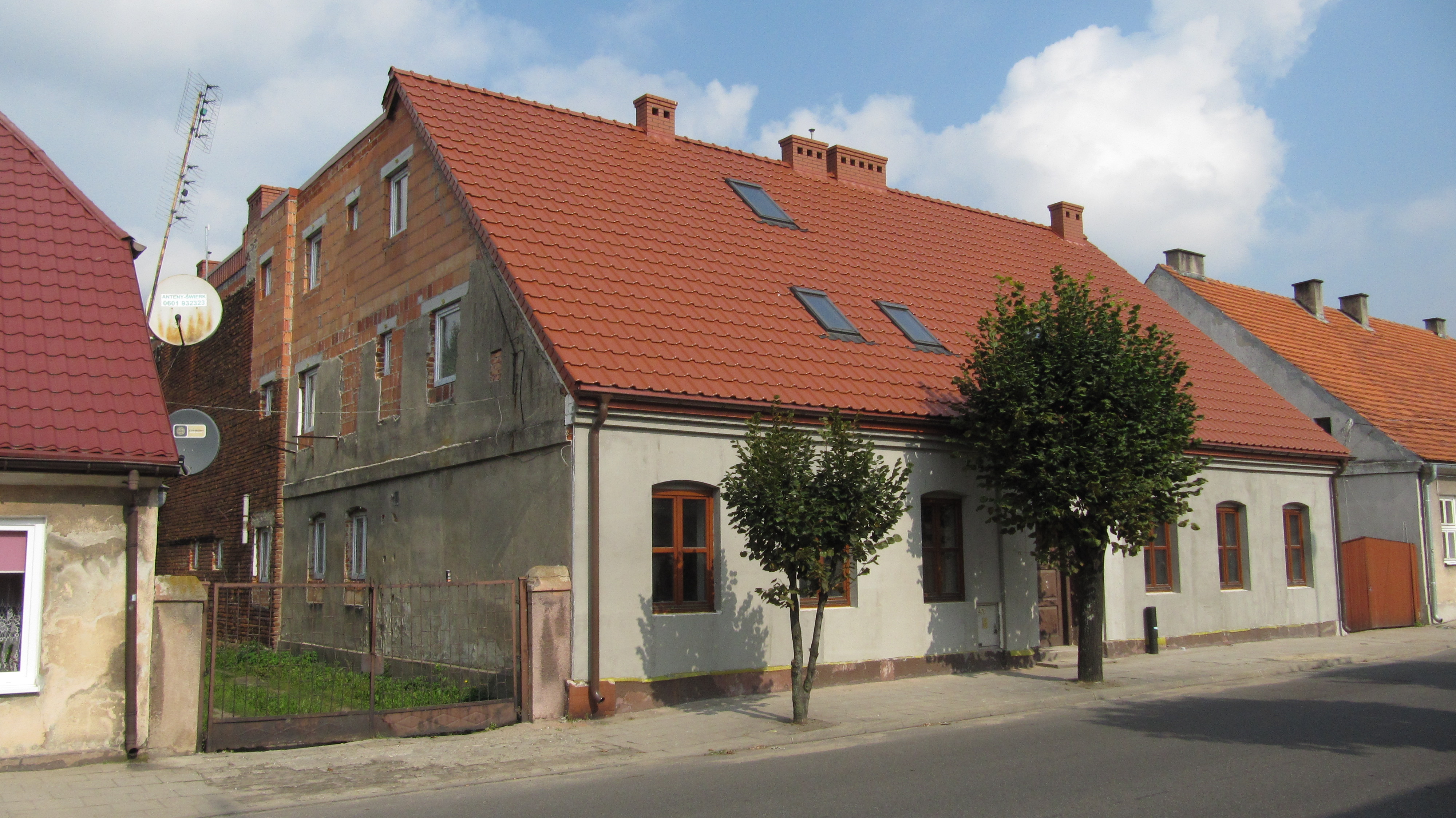
nr 40, nr rej.: 1147 z 19.05.1970
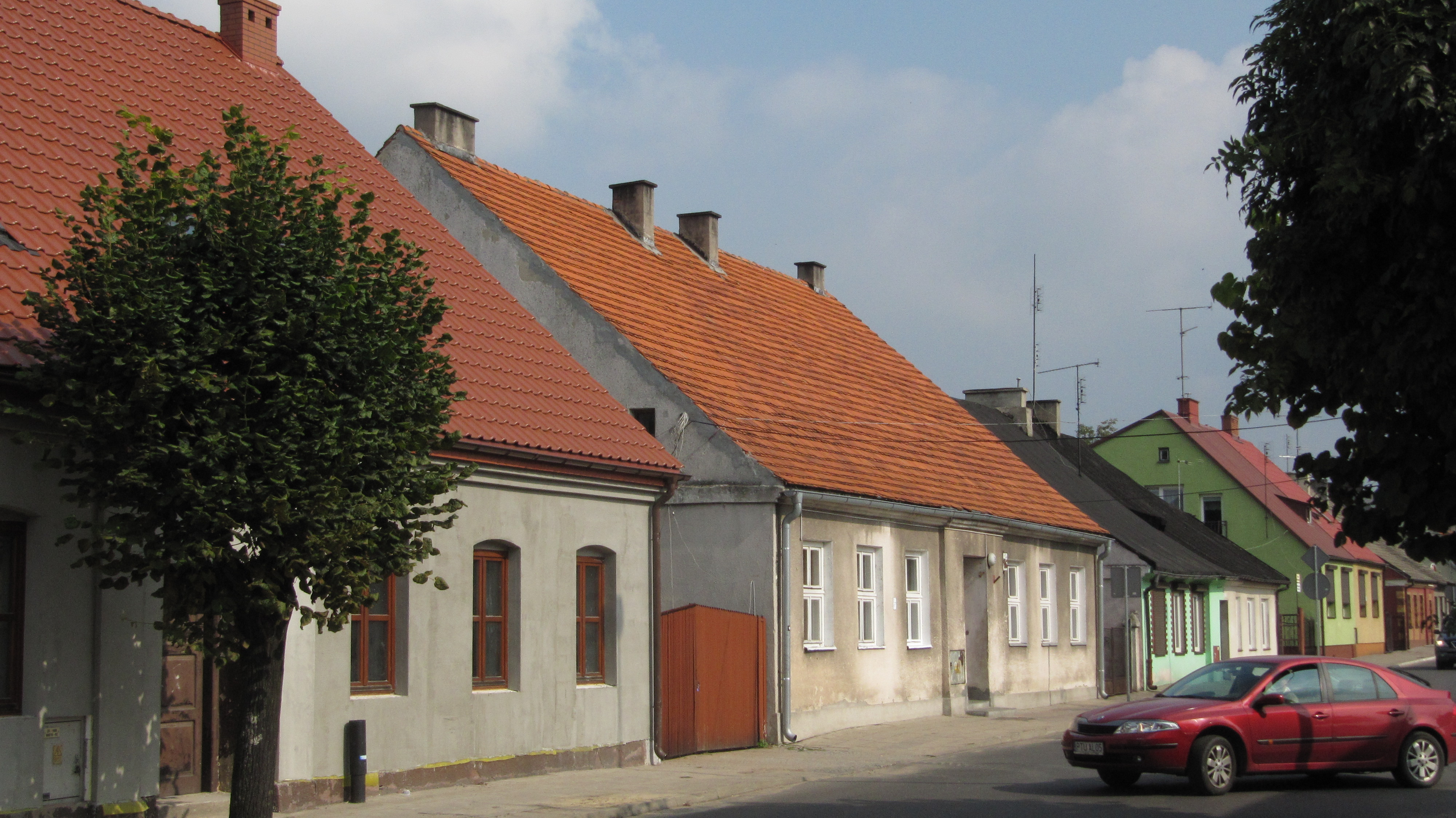
nr 38, nr rej.: 1145 z 19.05.1970
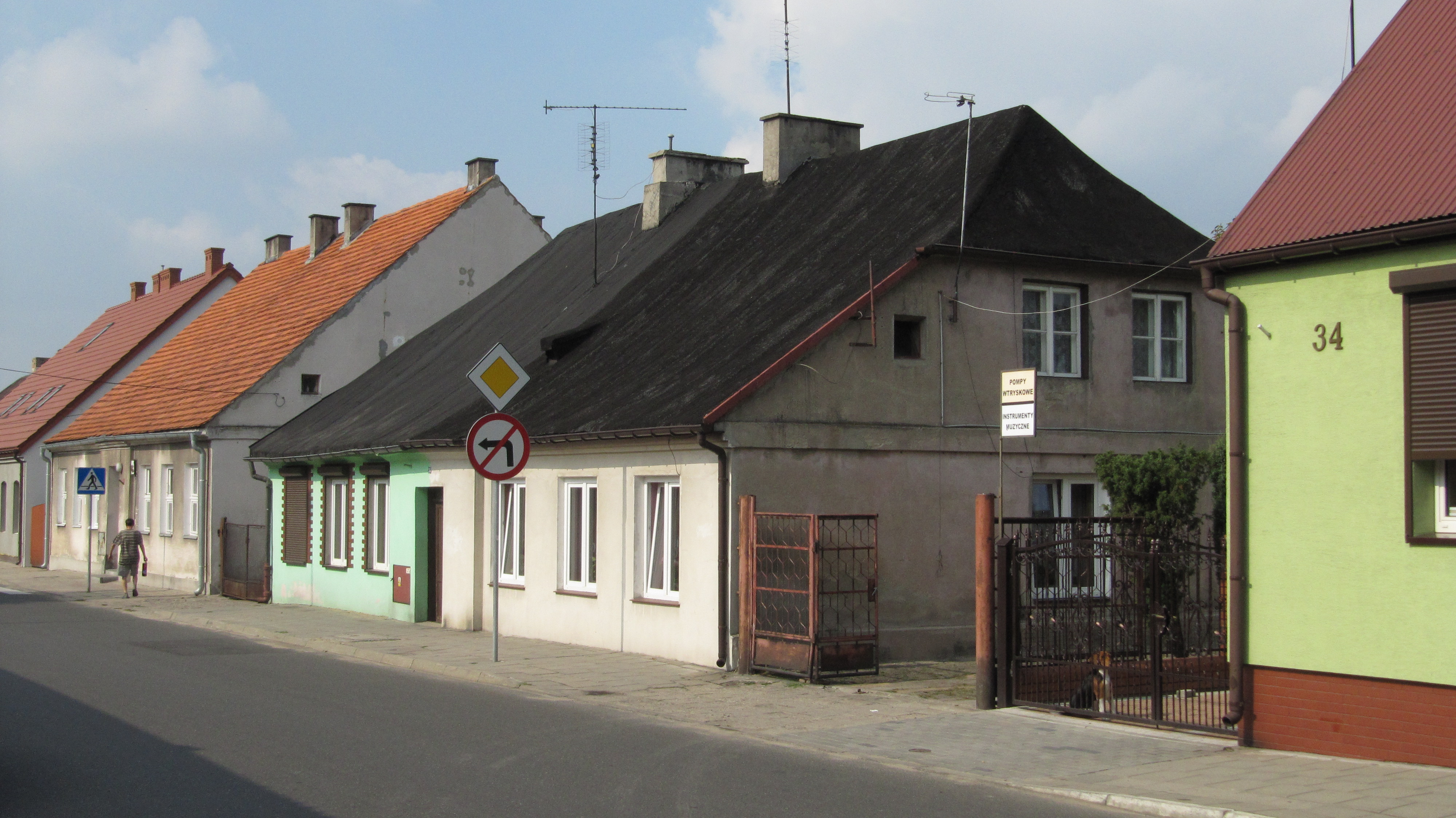
nr 36, nr rej.: 1144 z 19.05.1970
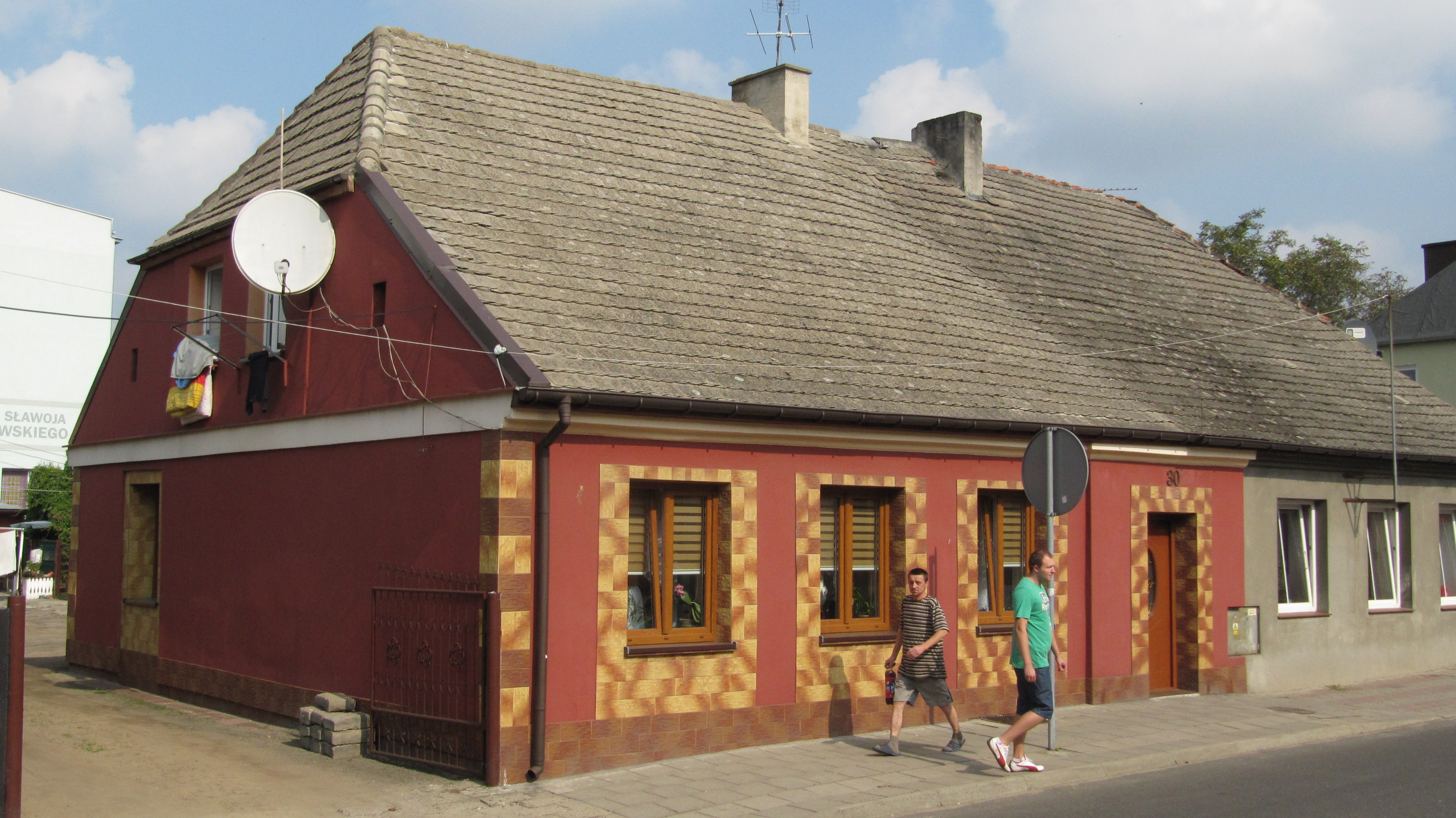
nr 30, nr rej.: 1140 z 19.05.1970
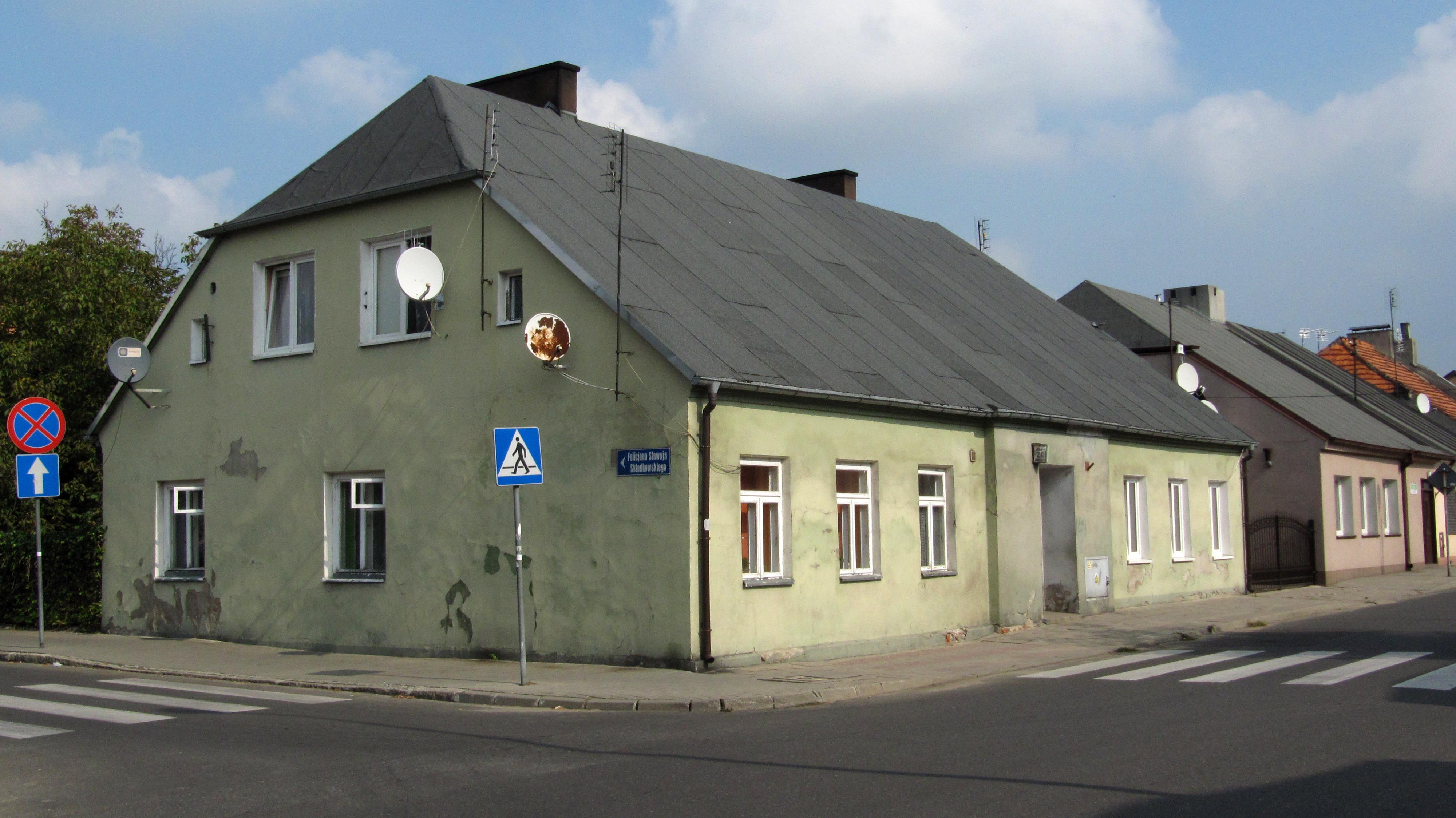
nr 28, nr rej.: 1139 z 19.05.1970
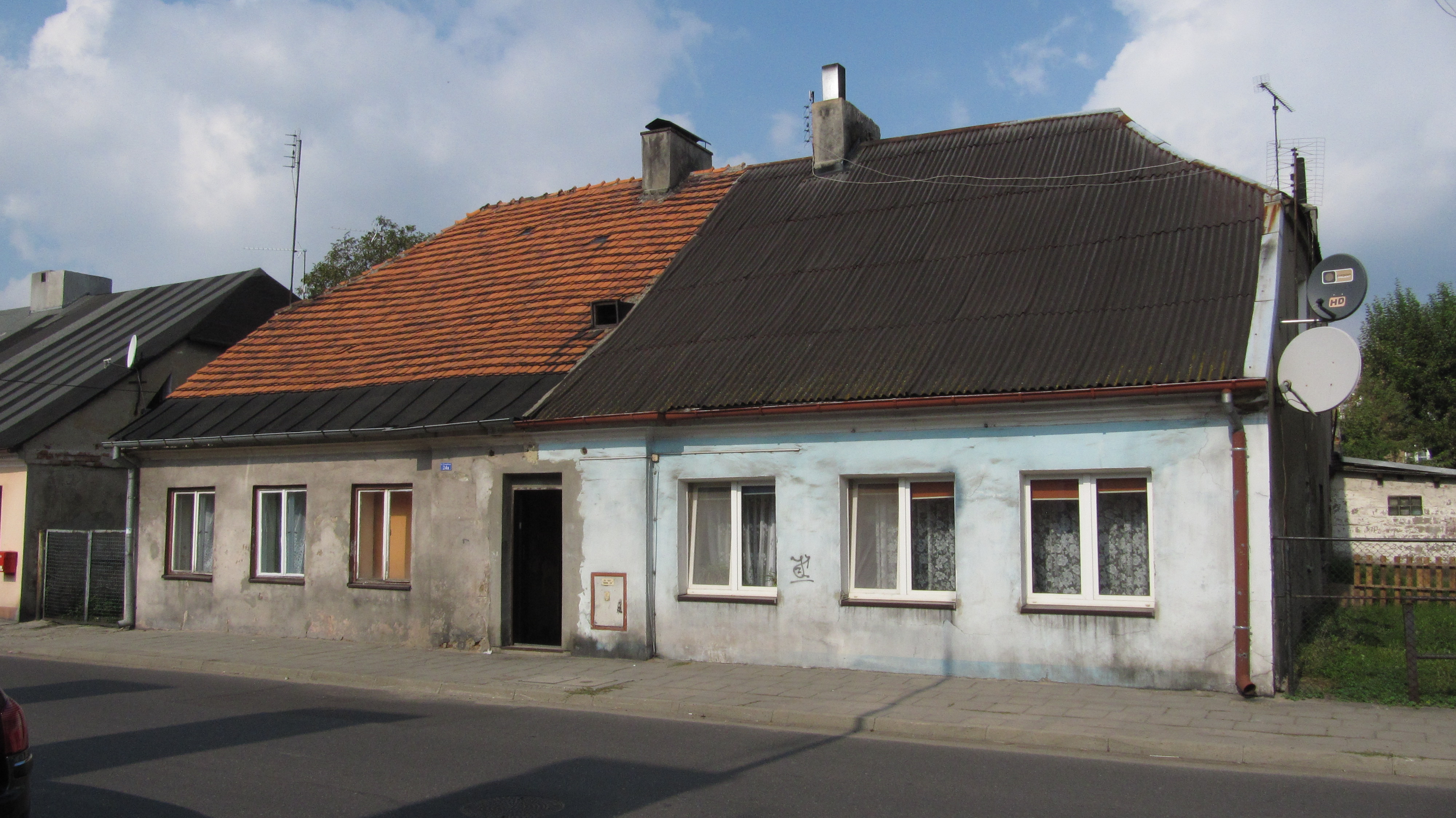
nr 24, nr rej.: 1137 z 19.05.1970
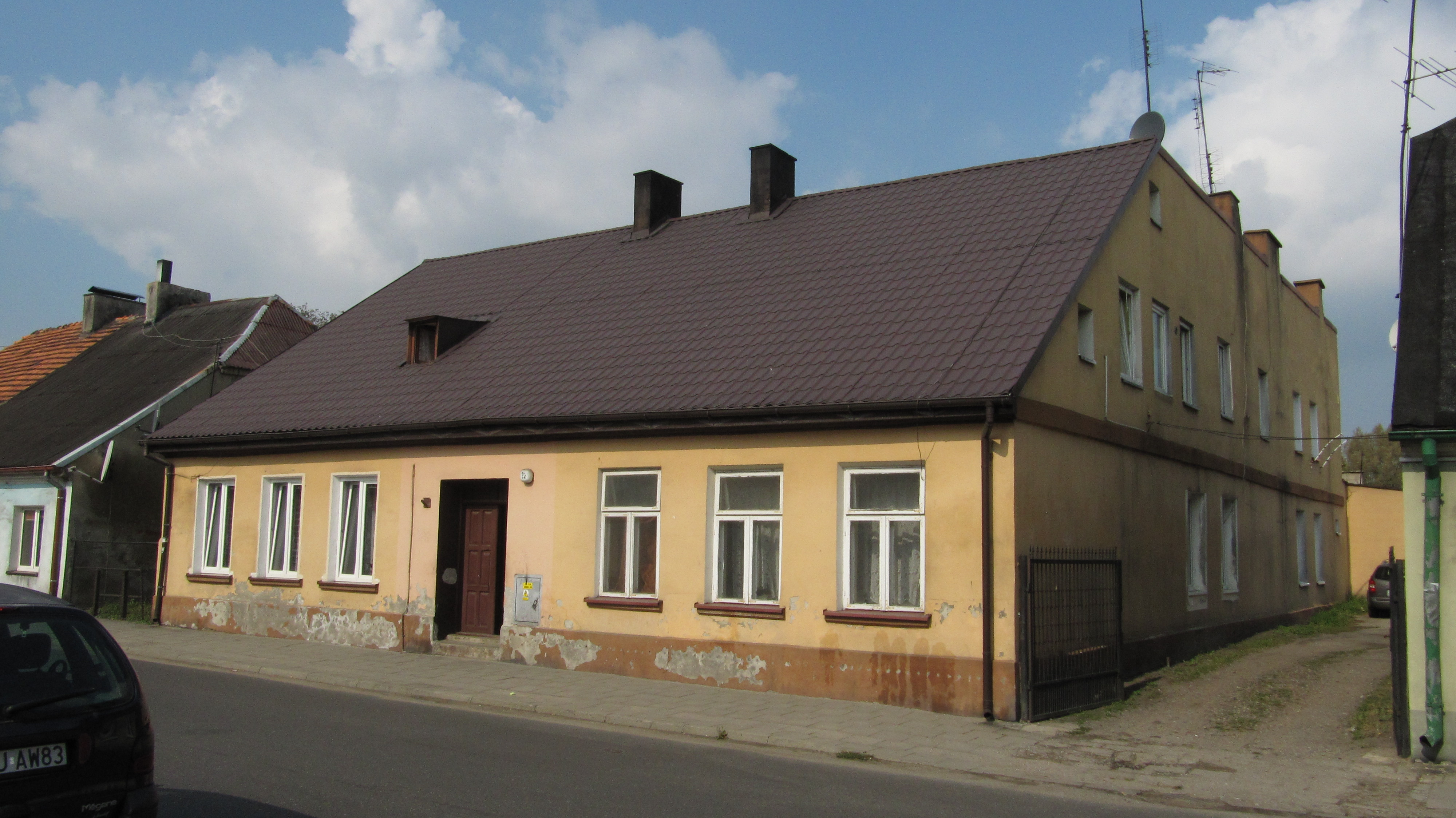
nr 22, nr rej.: 1135 z 19.05.1970
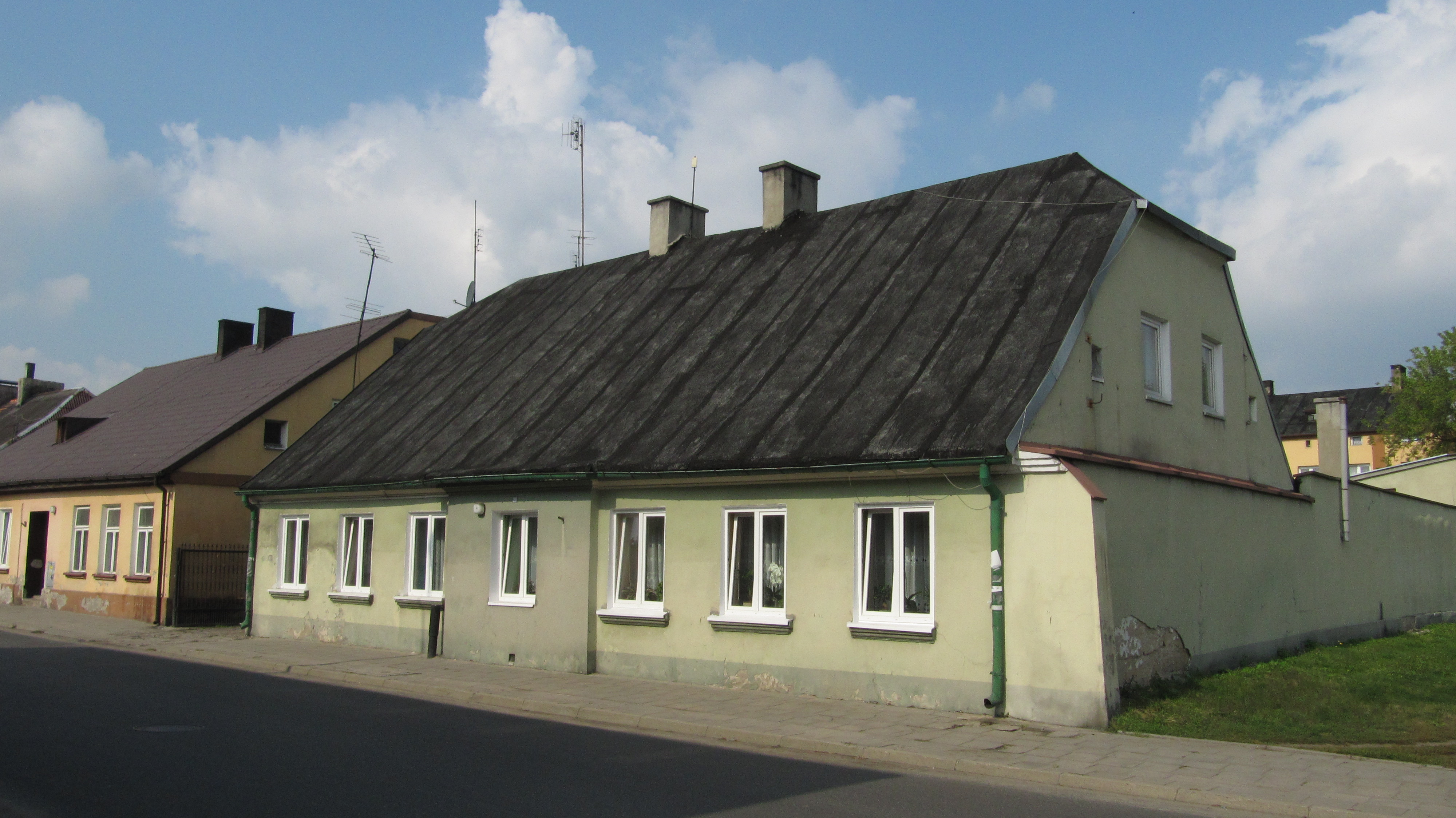
nr 20, nr rej.: 1621 z 18.09.1974
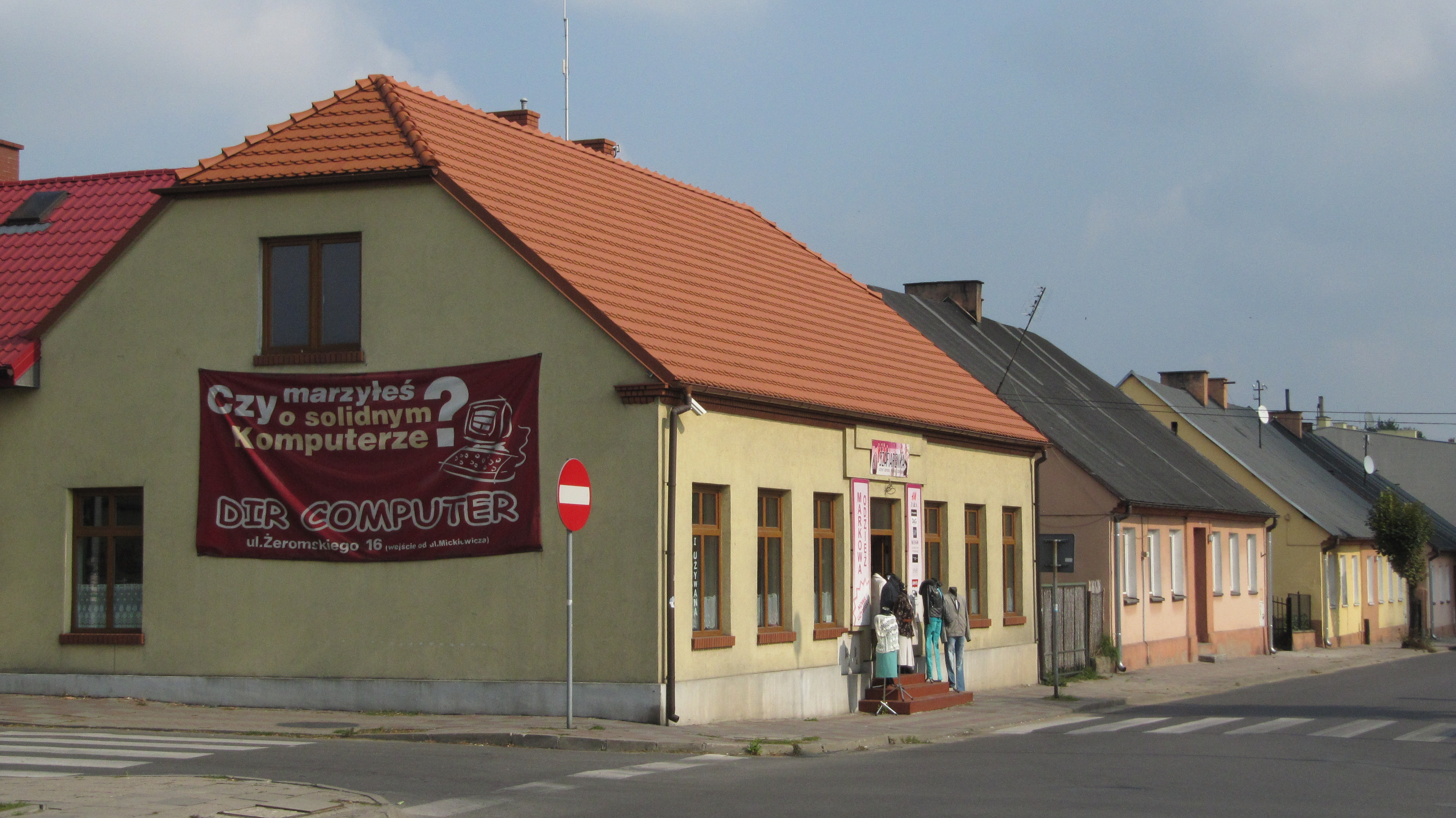
nr 16, nr rej.: 1132 z 18.05.1970
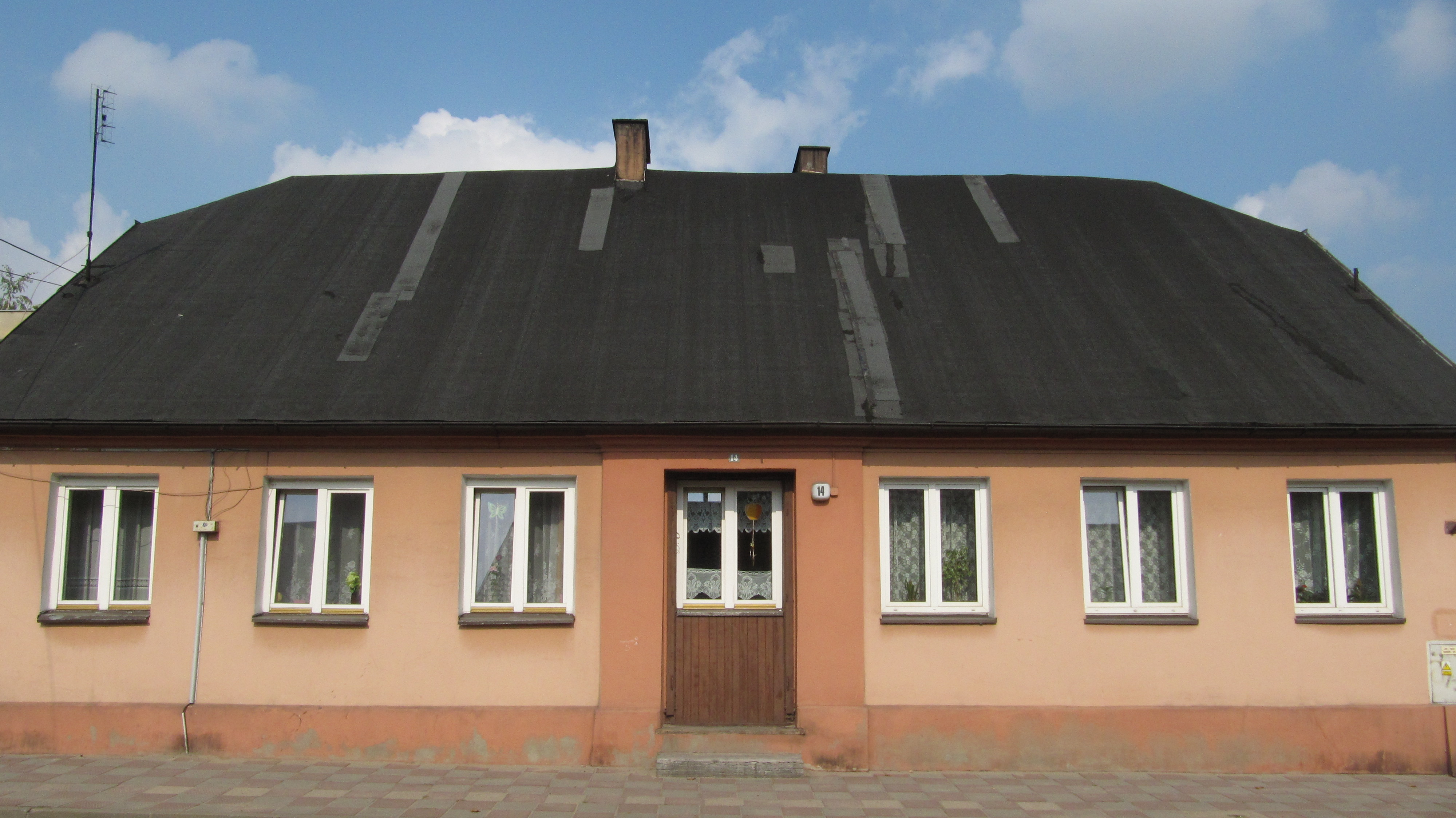
nr 14, nr rej.: 1131 z 18.05.1970
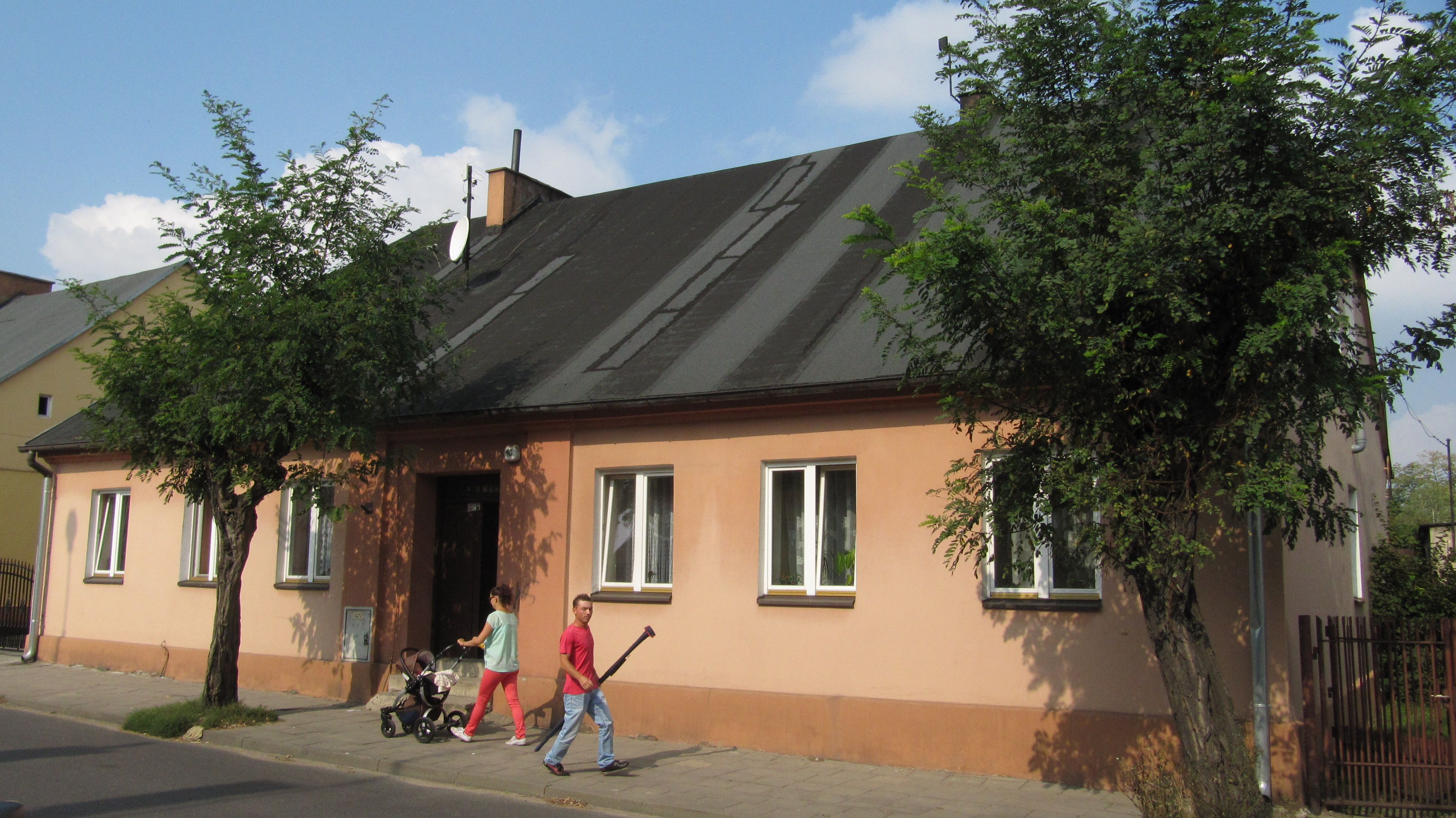
nr 10, nr rej.: 1128 z 18.05.1970

#### Strona południowa, od zachodu

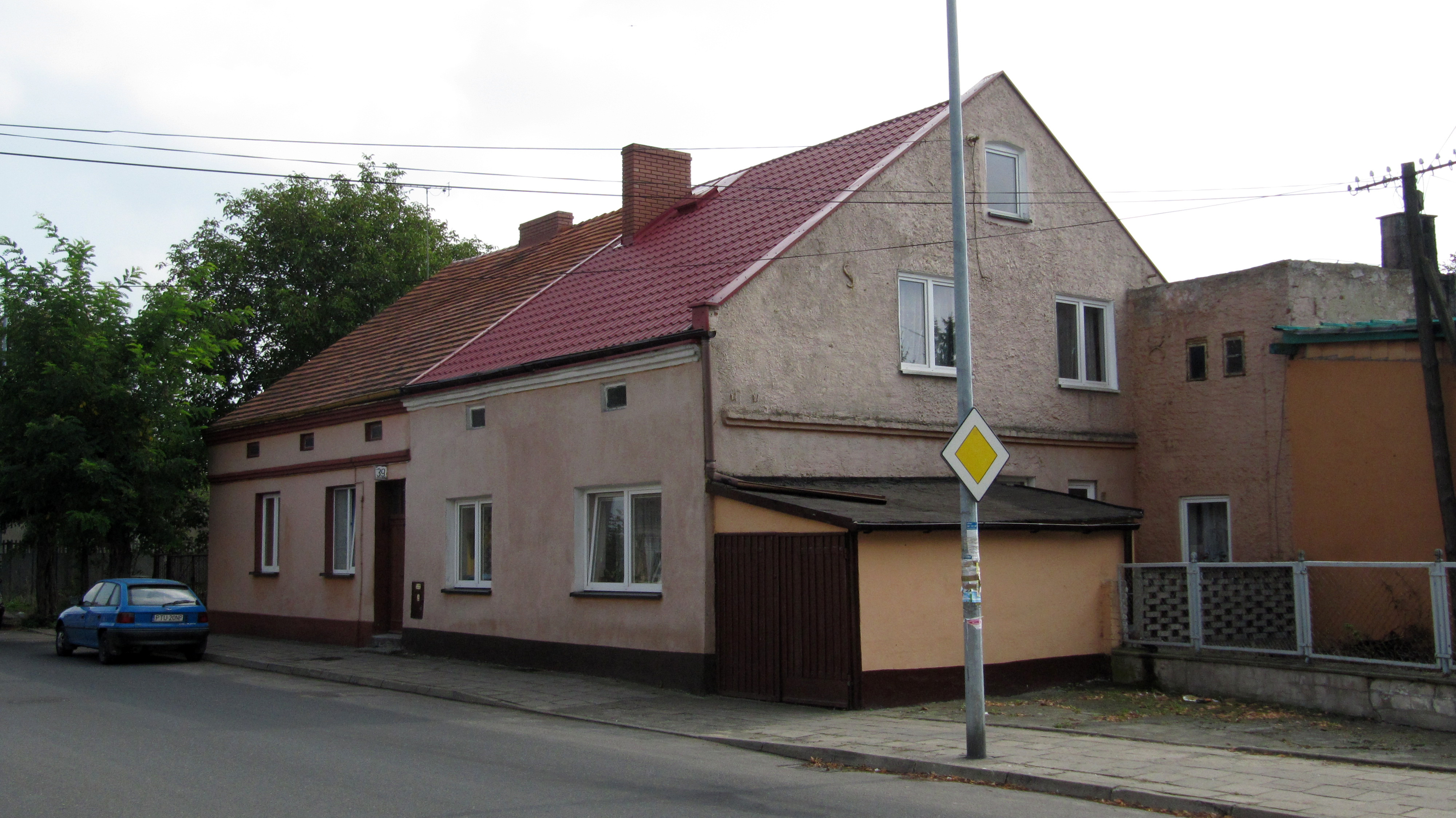
nr 39, nr rej.: 1146 z 19.05.1970
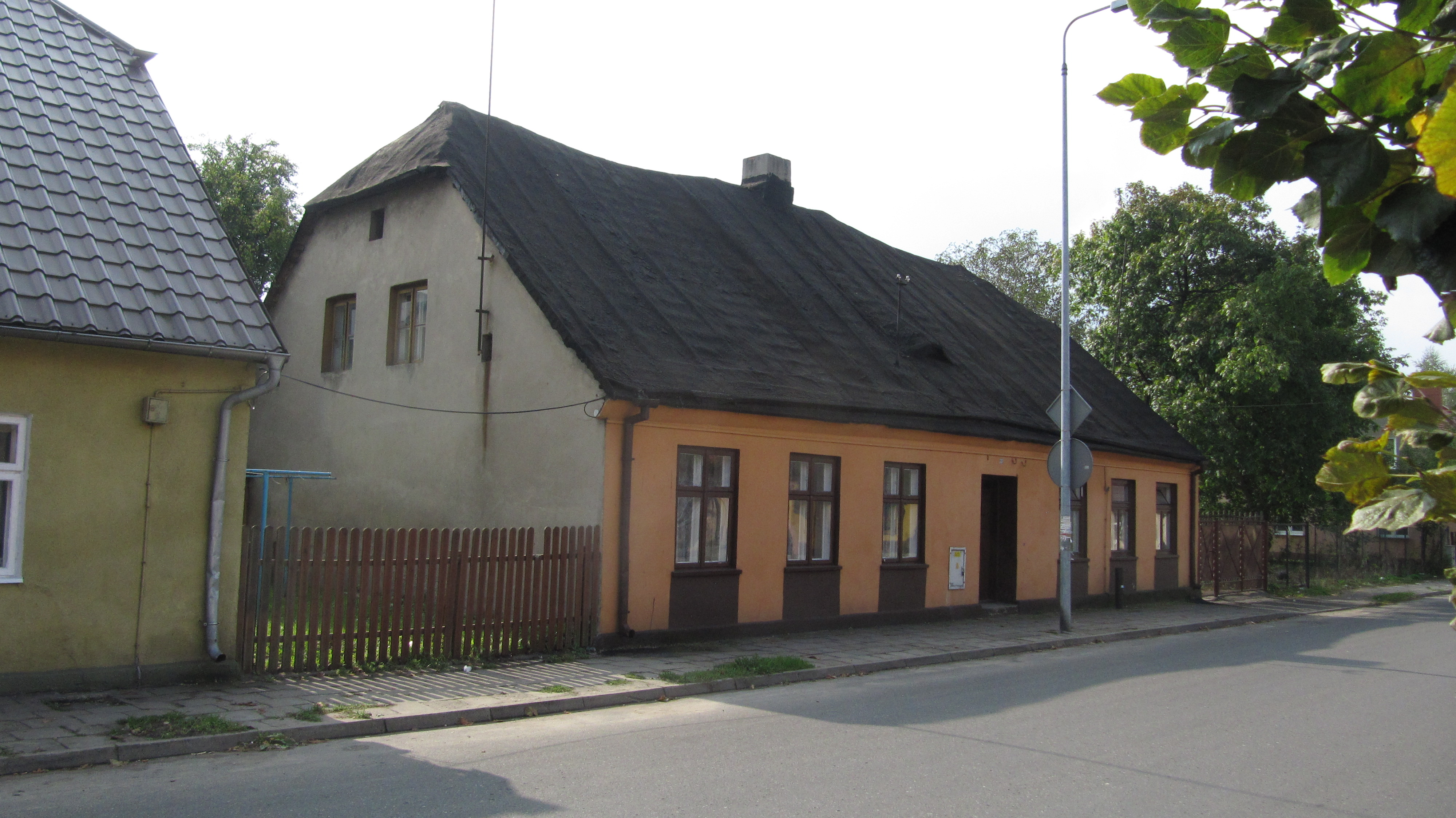
nr 35, nr rej.: 1143 z 19.05.1970
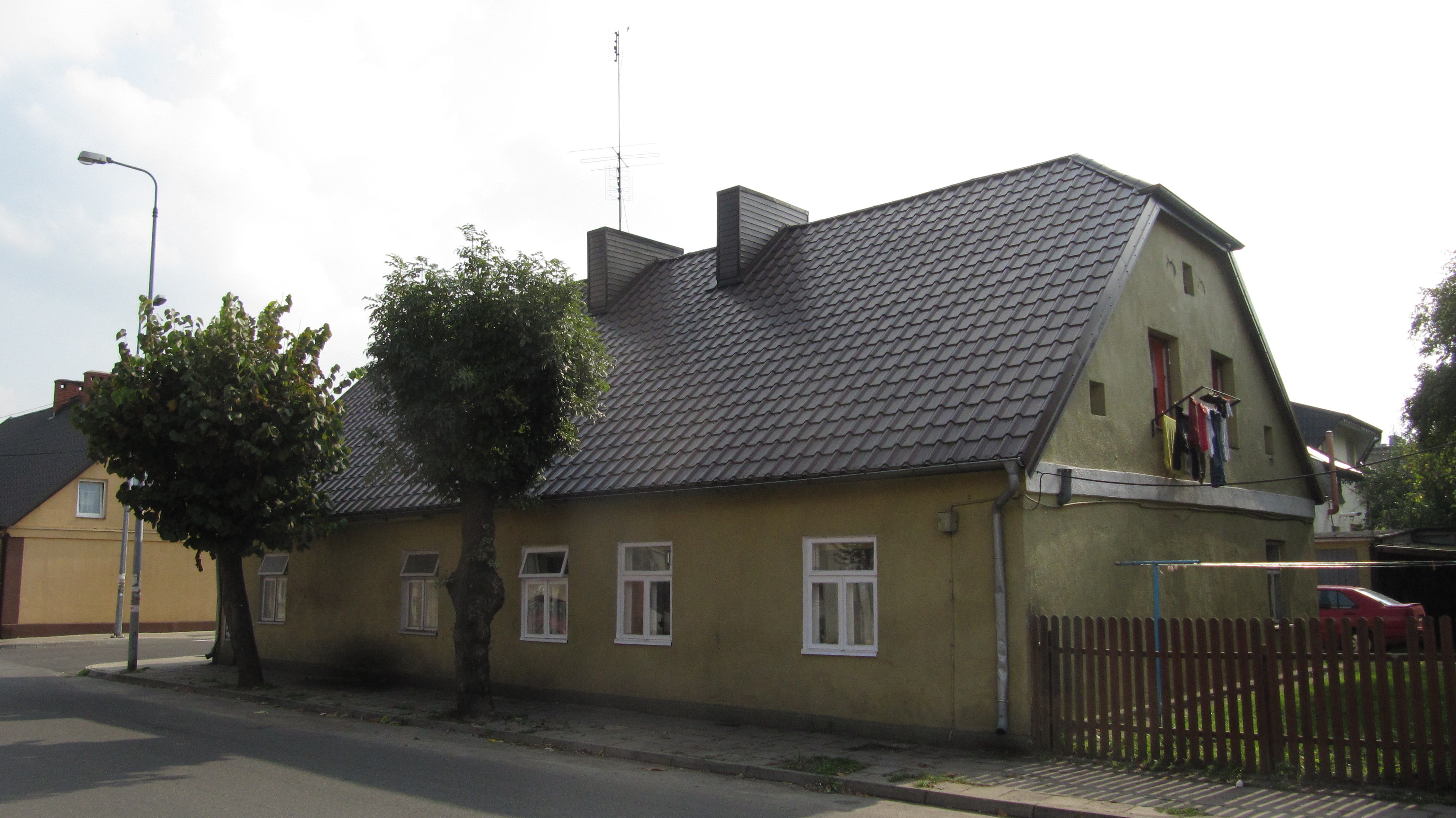
nr 33, nr rej.: 1142 z 19.05.1970
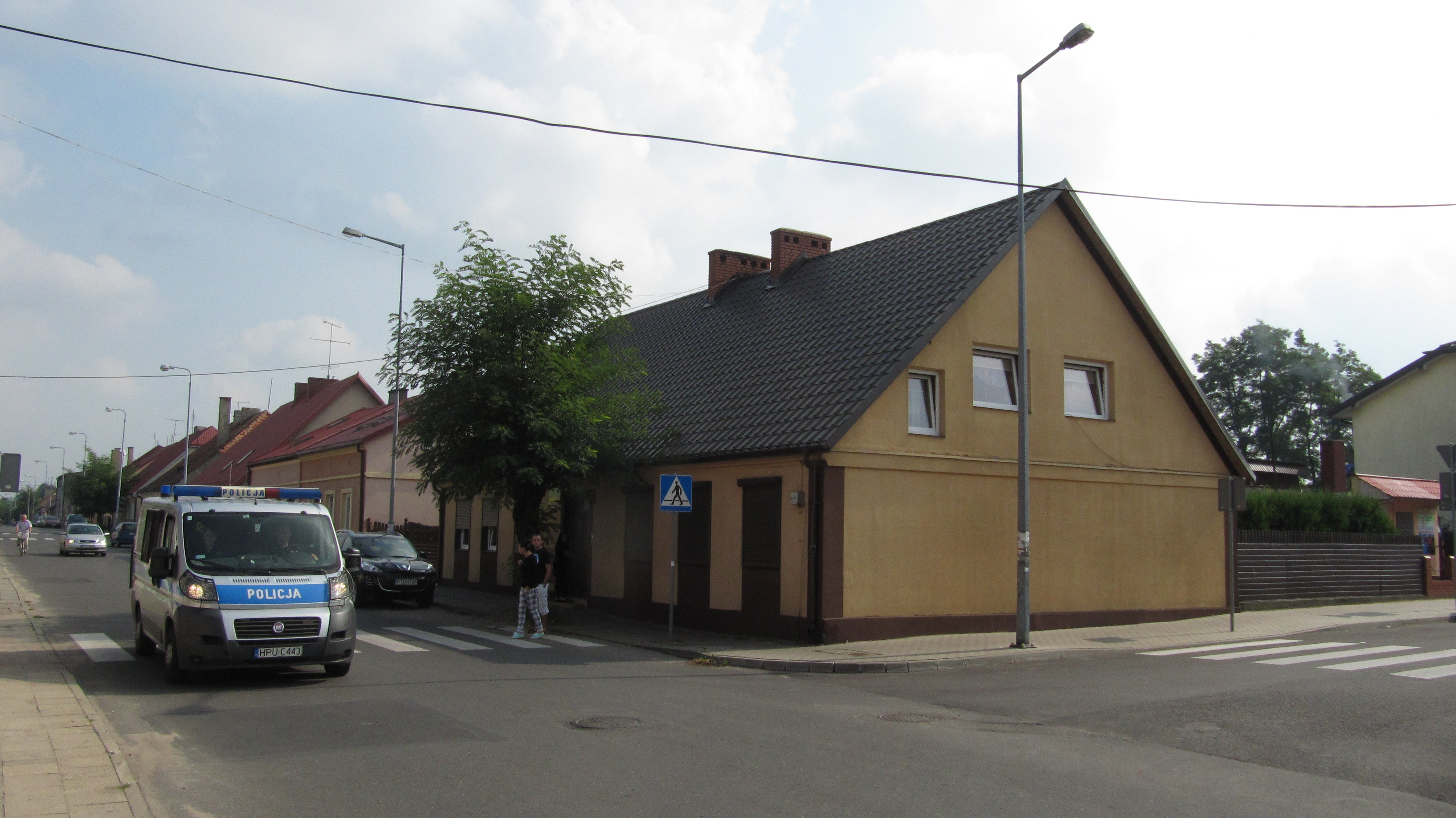
nr 31, nr rej.: 1141 z 19.05.1970
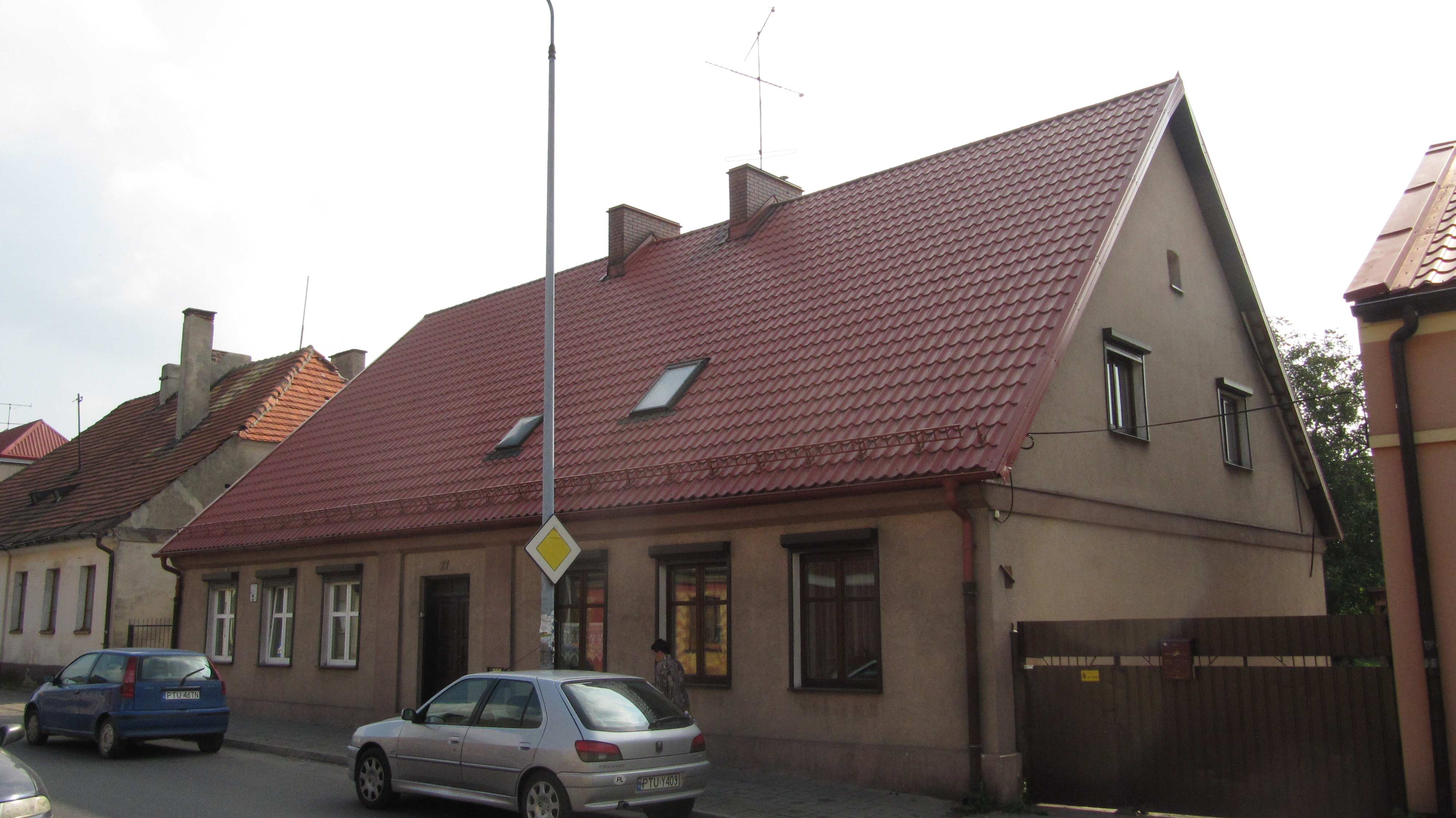
nr 27, nr rej.: 1624 z 18.09.1974
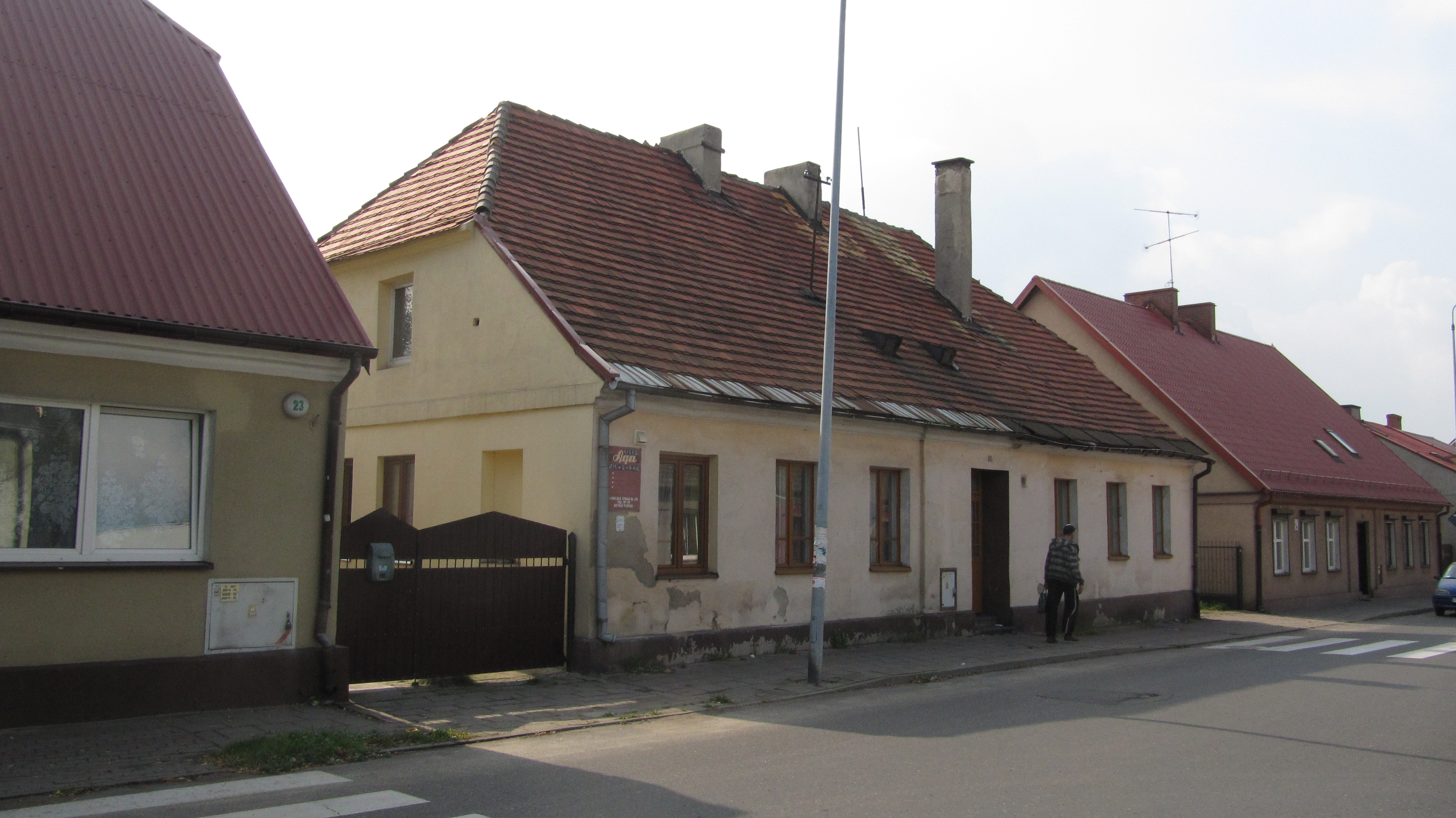
nr 25, nr rej.: 1138 z 19.05.1970
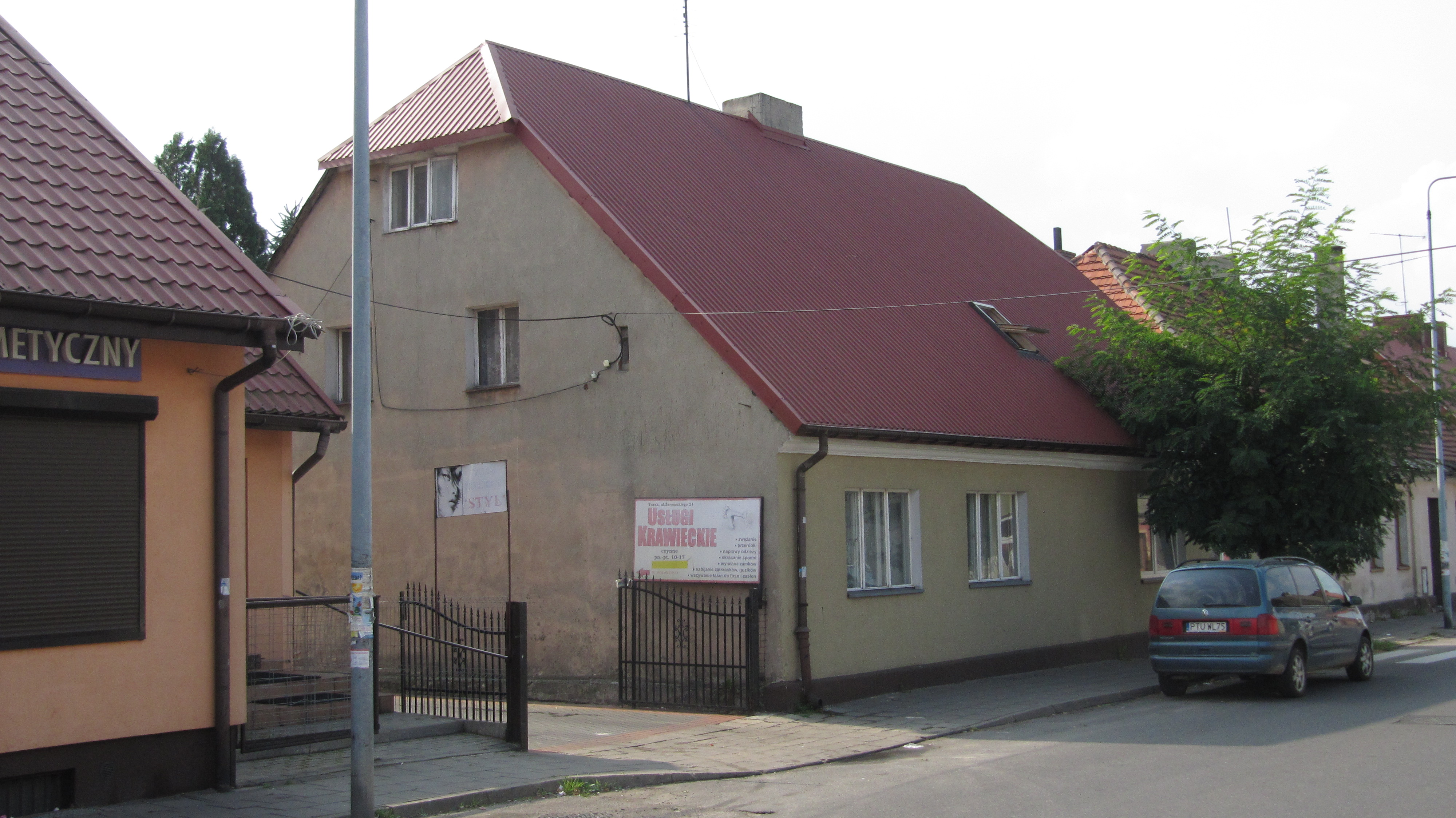
nr 23, nr rej.: 1136 z 19.05.1970
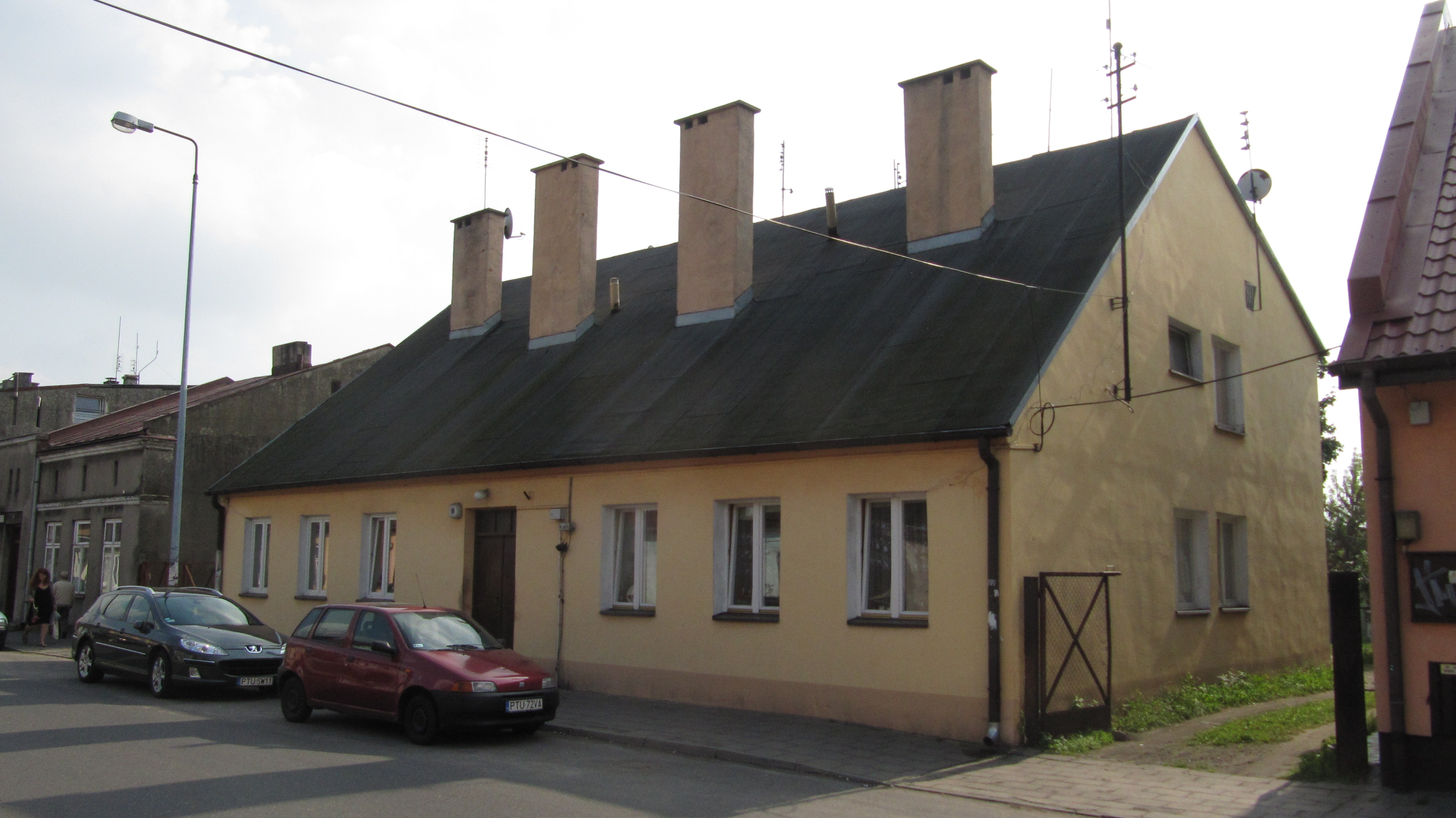
nr 19, nr rej.: 1134 z 19.05.1970
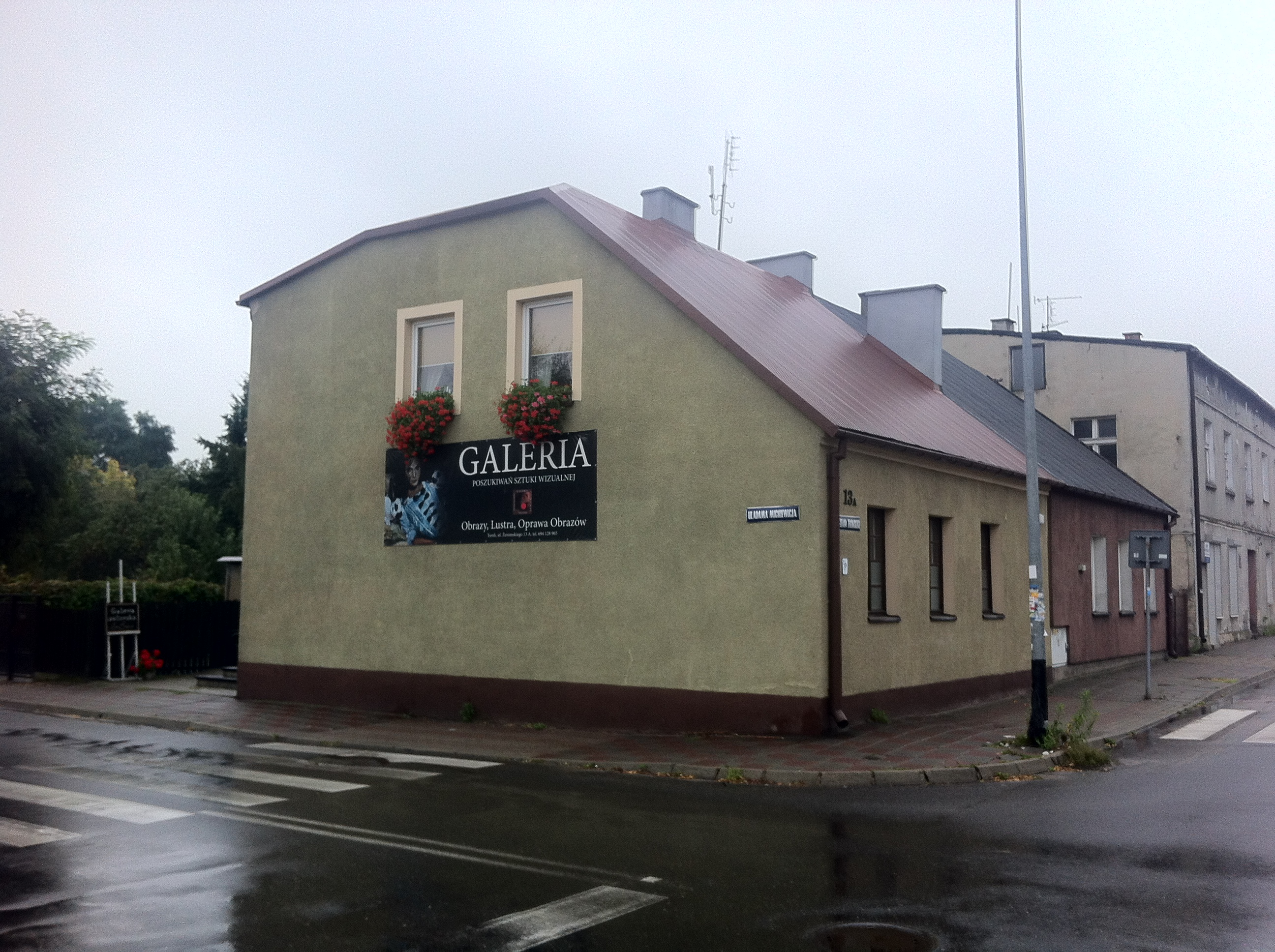
nr 13, nr rej.: 1130 z 18.05.1970
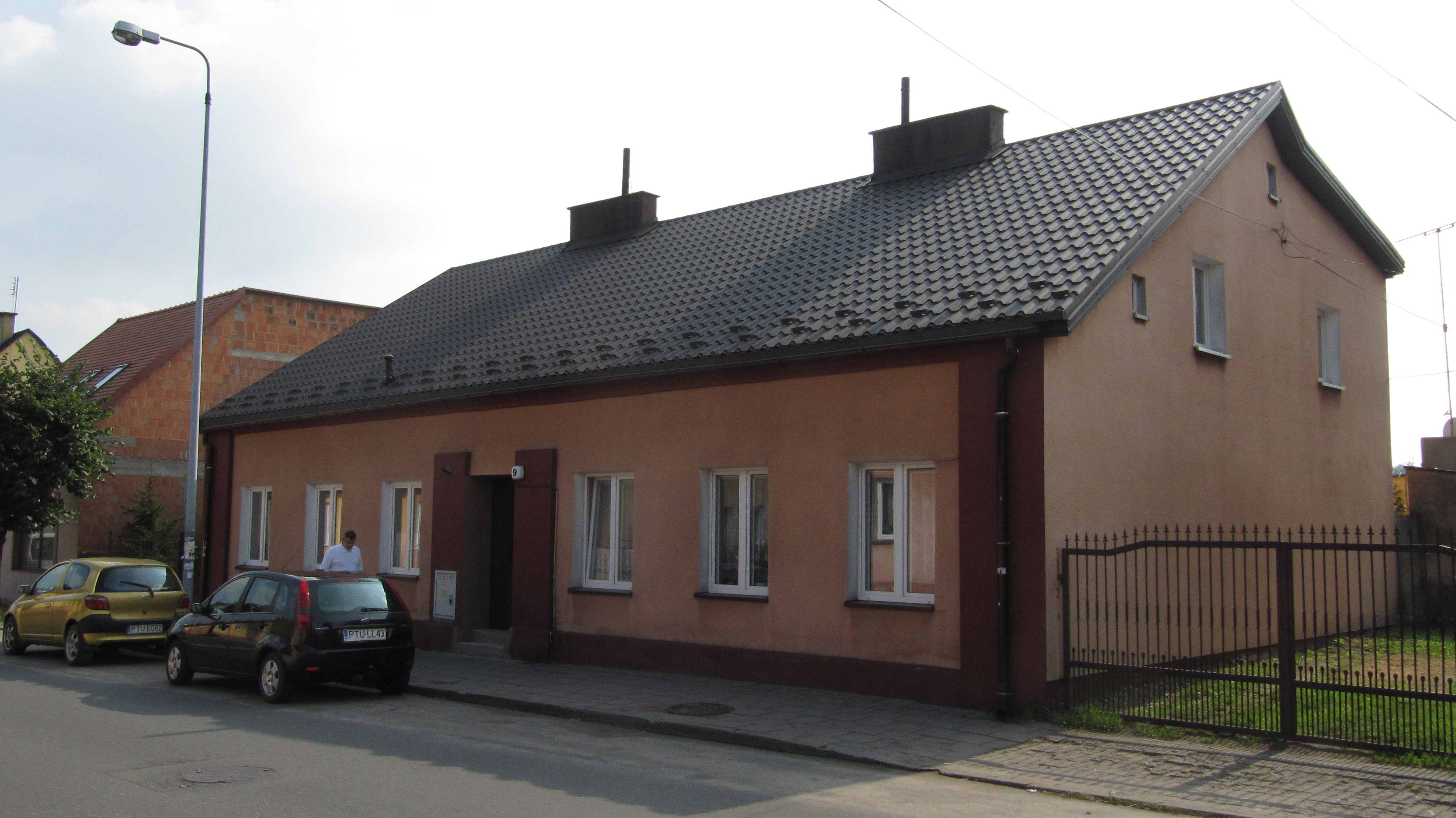
nr 9, nr rej.: 1622 z 18.09.1974
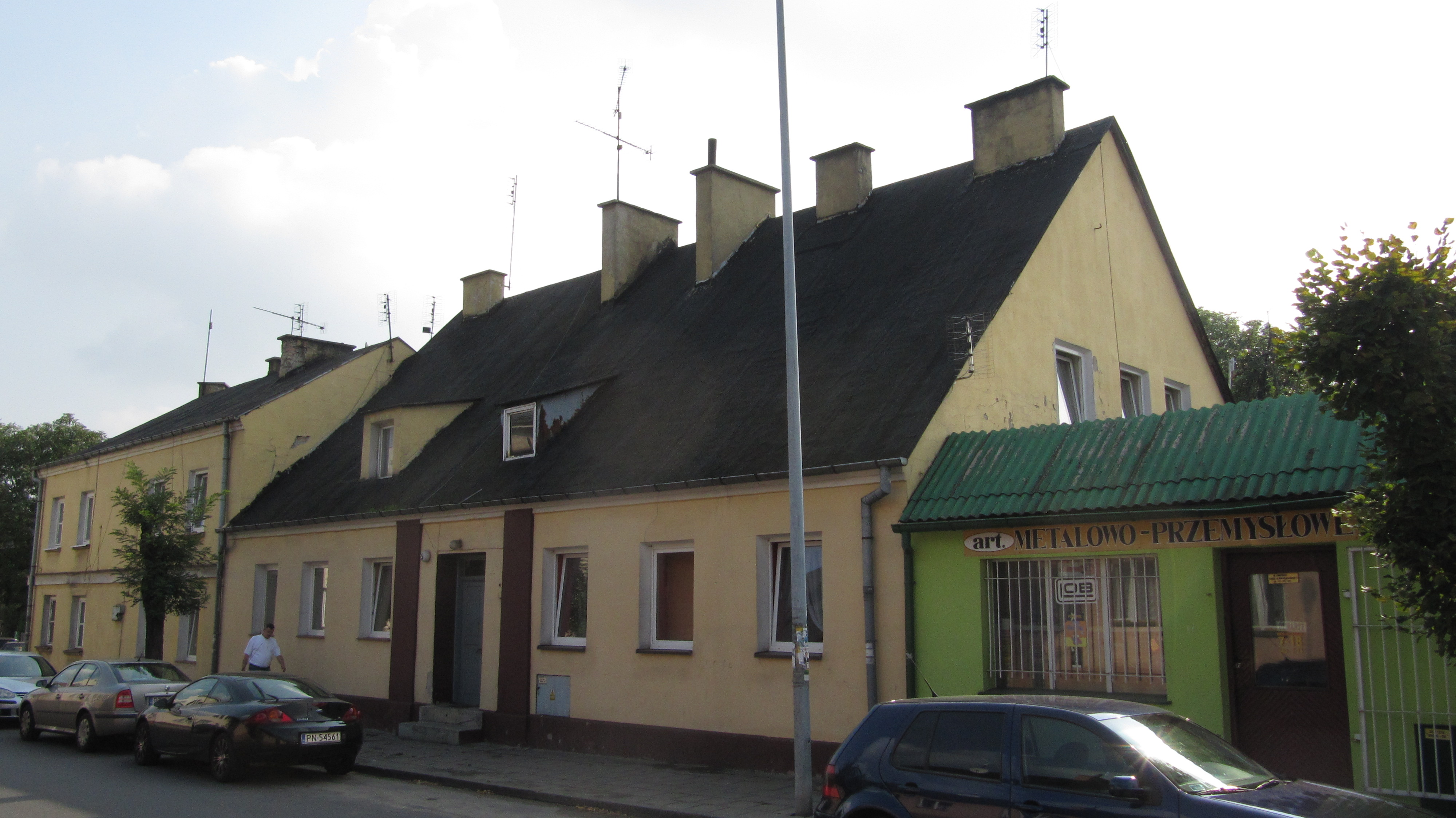
nr 5, nr rej.: 1623 z 18.09.1974

### Ulica Kaliska

#### Strona północna, od zachodu
- nr 48, nr rej.: 1124 z 18.05.1970 (brak zdjęcia)

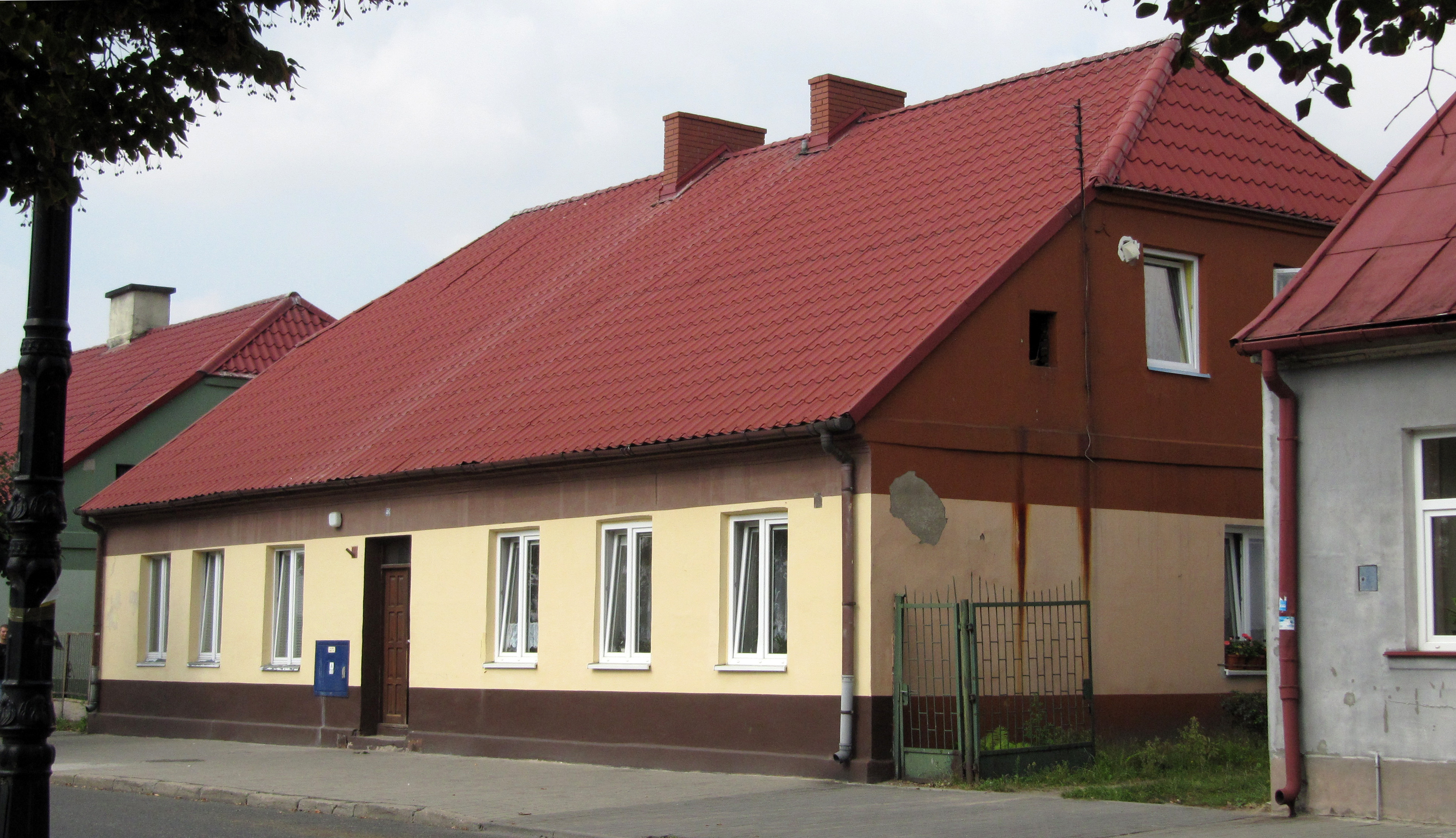
nr 46, nr rej.: 1123 z 18.05.1970
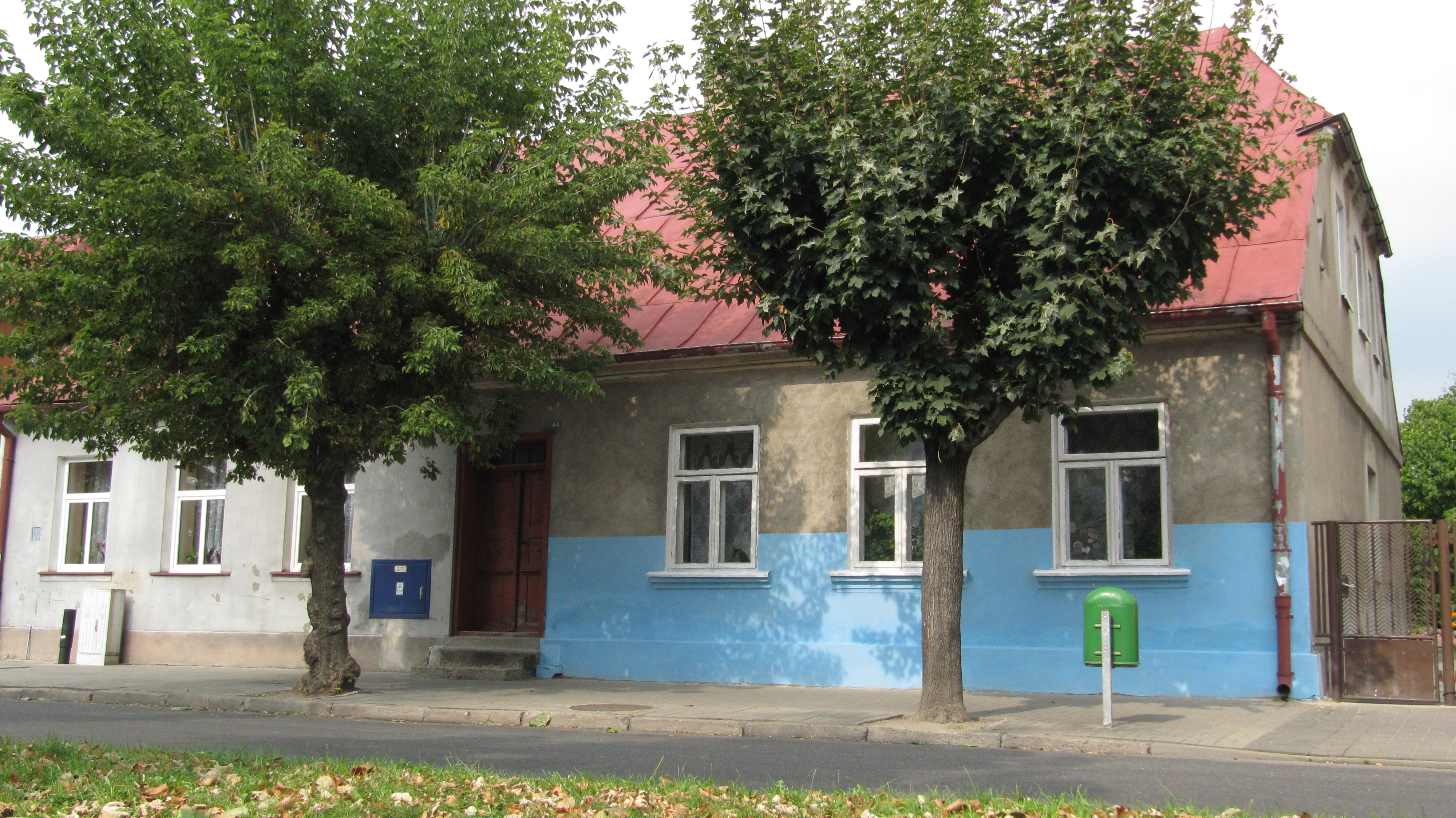
nr 44, nr rej.: 1626 z 19.09.1974
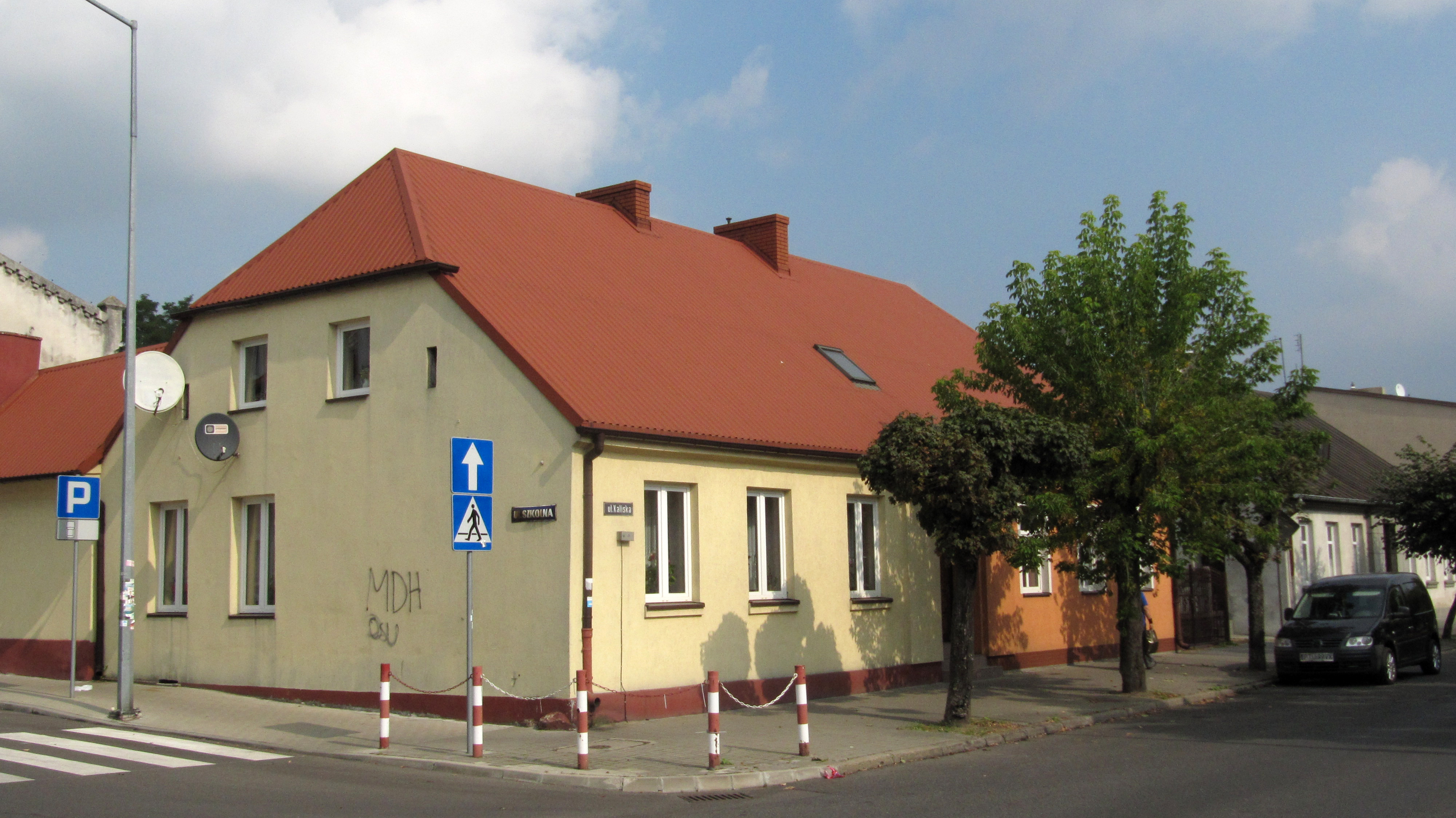
nr 40, nr rej.: 1120 z 18.05.1970
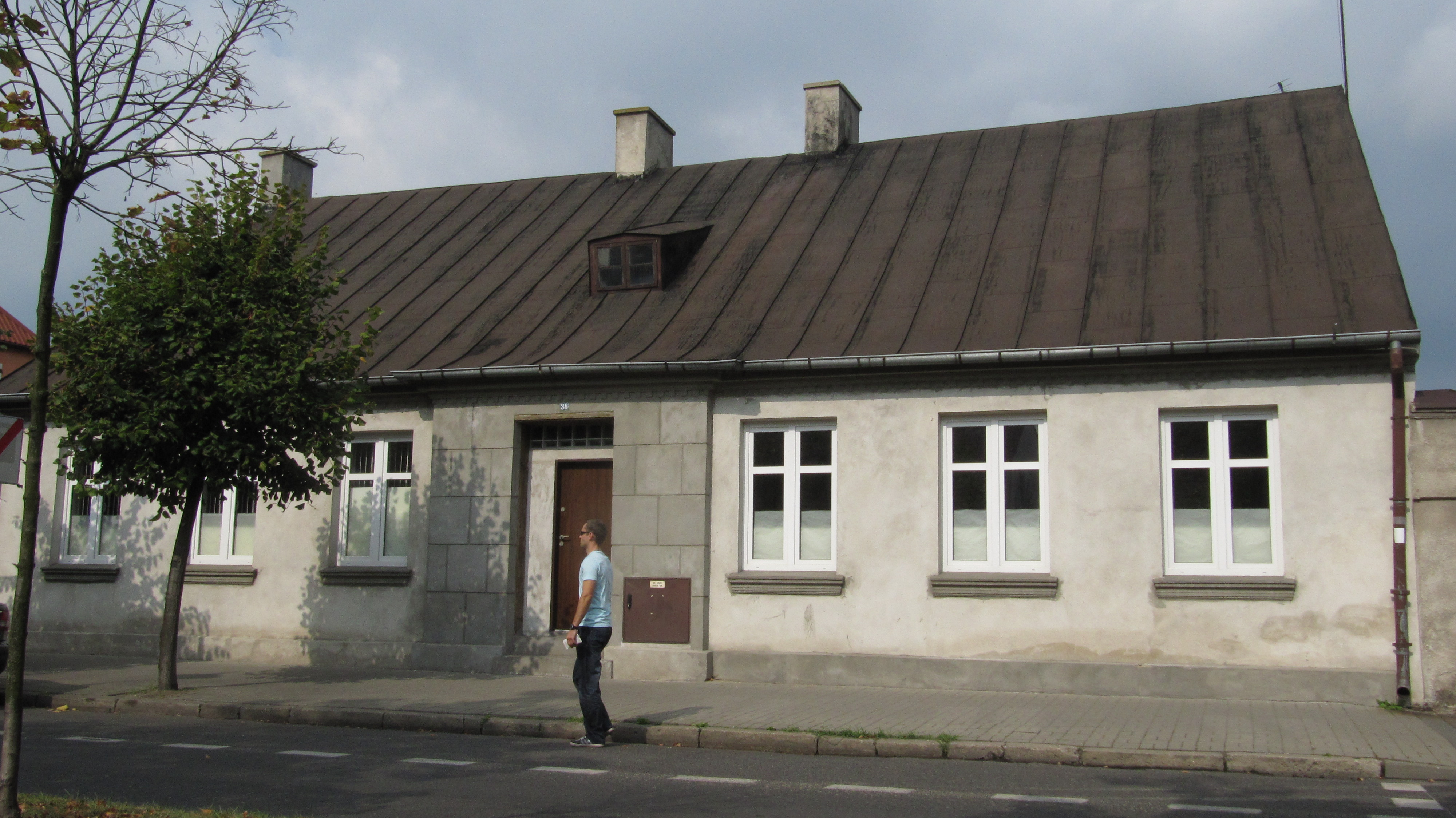
nr 38, nr rej.: 1119 z 18.05.1970
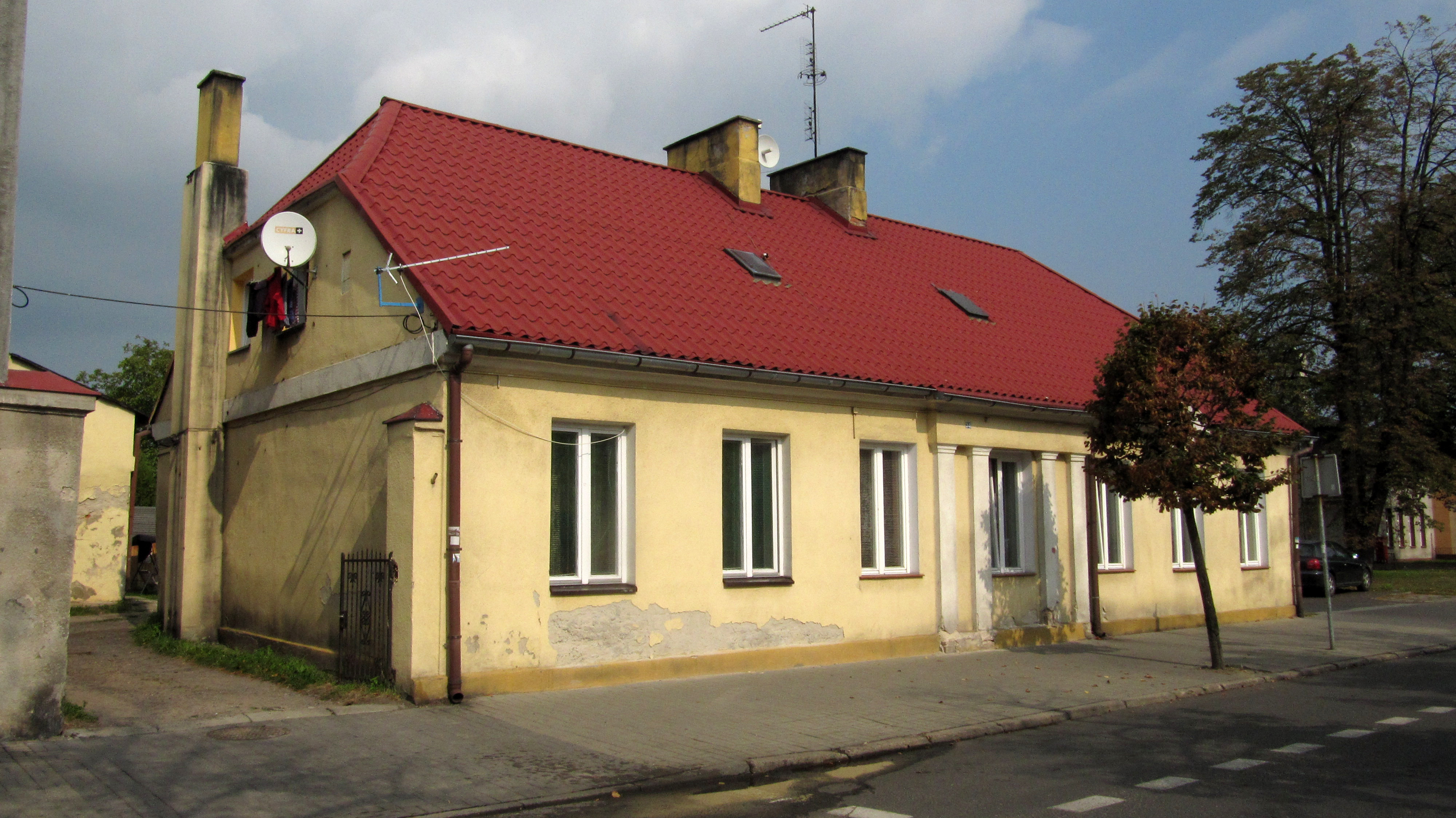
nr 34, nr rej.: 1118 z 18.05.1970
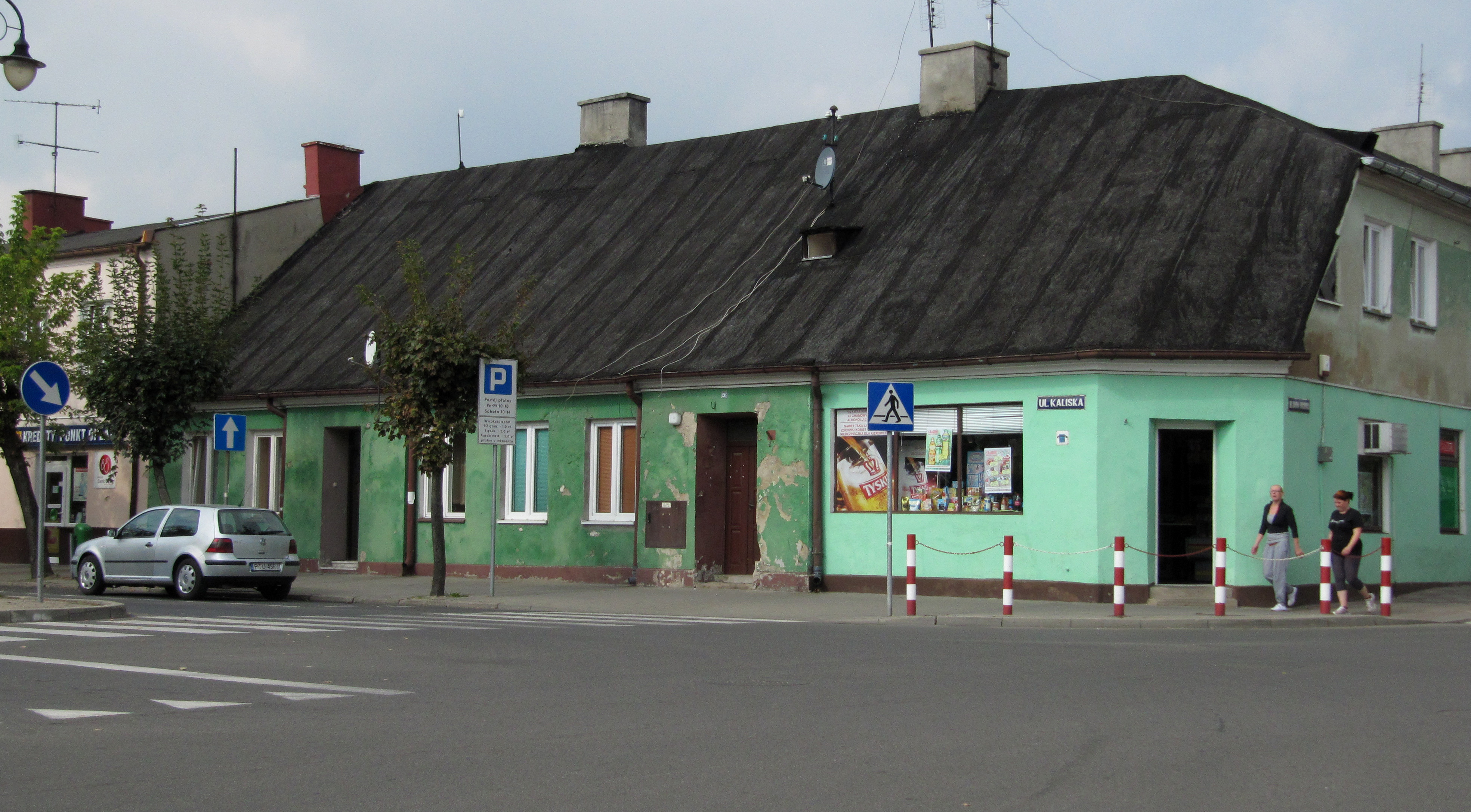
nr 26, nr rej.: 1117 z 18.05.1970

#### Strona południowa, od zachodu
- nr 61, nr rej.: 1628 z 19.09.1974 (brak zdjęcia)

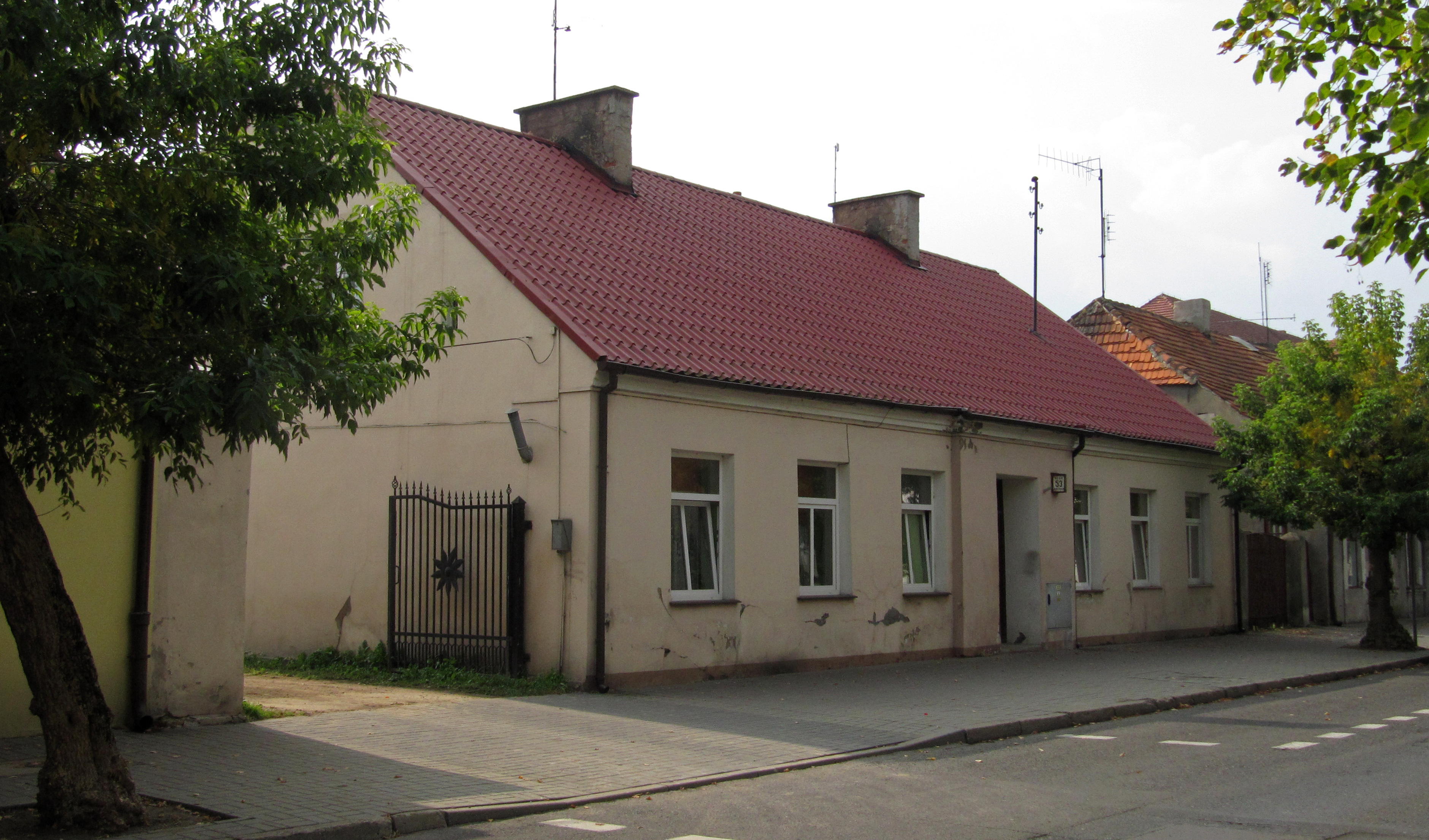
nr 53, nr rej.: 1126 z 18.05.1970
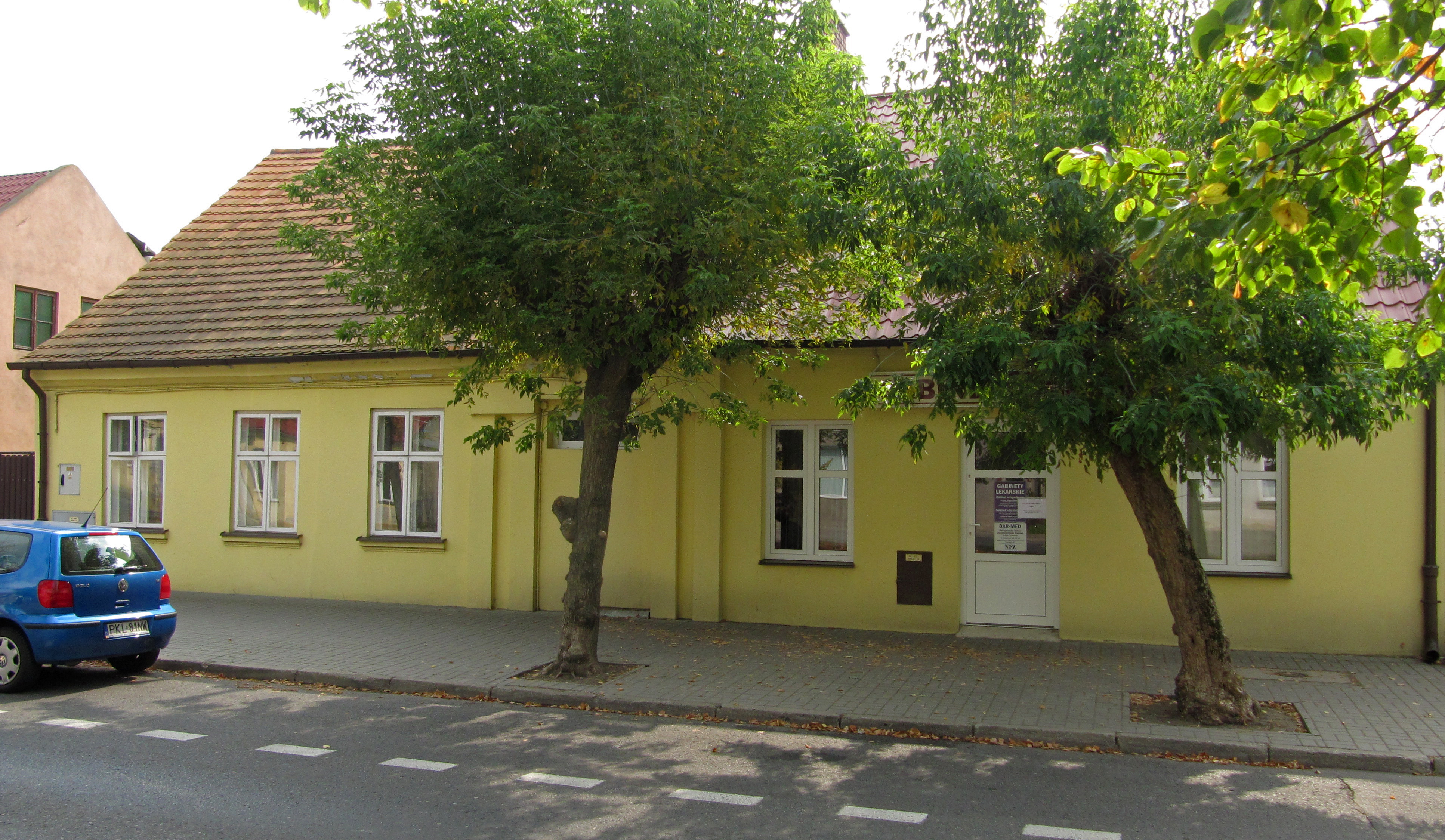
nr 51, nr rej.: 1125 z 18.05.1970
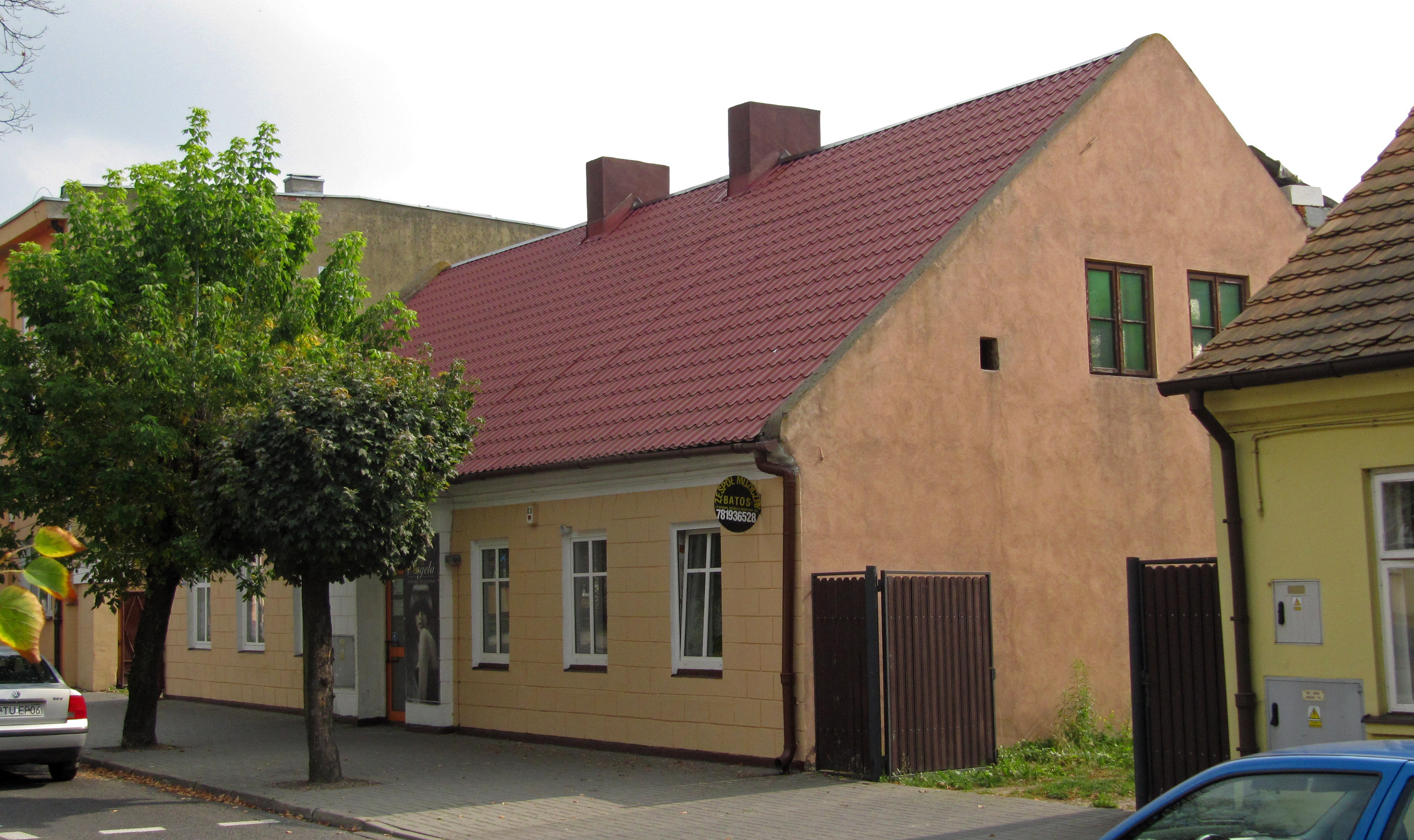
nr 49, nr rej.: 1627 z 19.09.1974

- nr 45, nr rej.: 1122 z 18.05.1974 (brak zdjęcia)

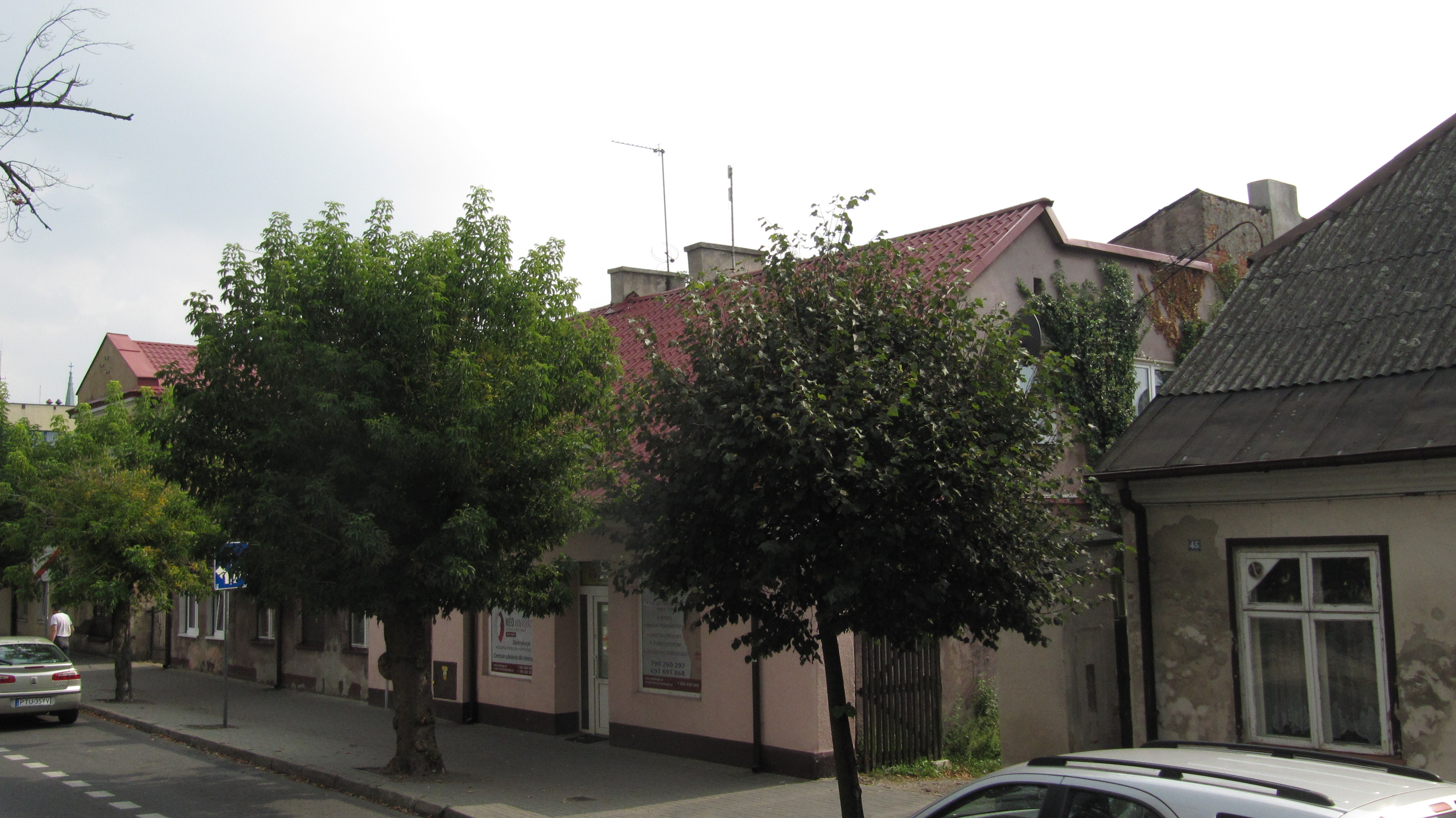
nr 43, nr rej.: 1121 z 18.05.1970
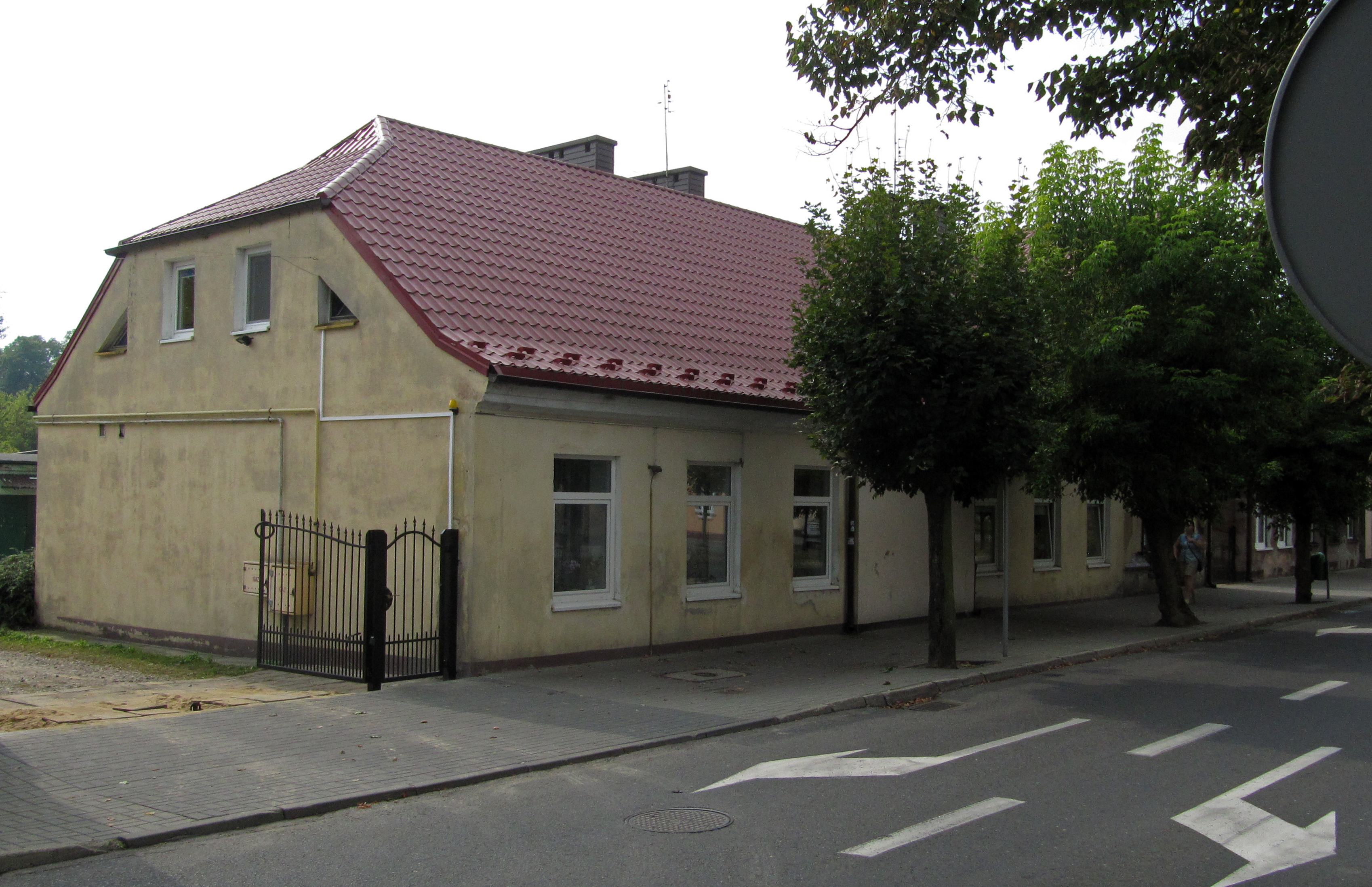
nr 41, nr rej.: 1151 z 19.05.1970

- nr 39, nr rej.: 1625 z 18.09.1974 (brak zdjęcia)